# Salzwedel
Salzwedel is een gemeente in de Duitse deelstaat Saksen-Anhalt. Het is de Kreisstadt van de Landkreis Altmarkkreis Salzwedel. De gemeente telt 23.306 inwoners. Op 1 april 2008 kreeg de stad de naamstoevoeging Hansestadt.
Een bekend en traditioneel product uit Salzwedel is de gebaksoort Baumkuchen.

## Indeling gemeente

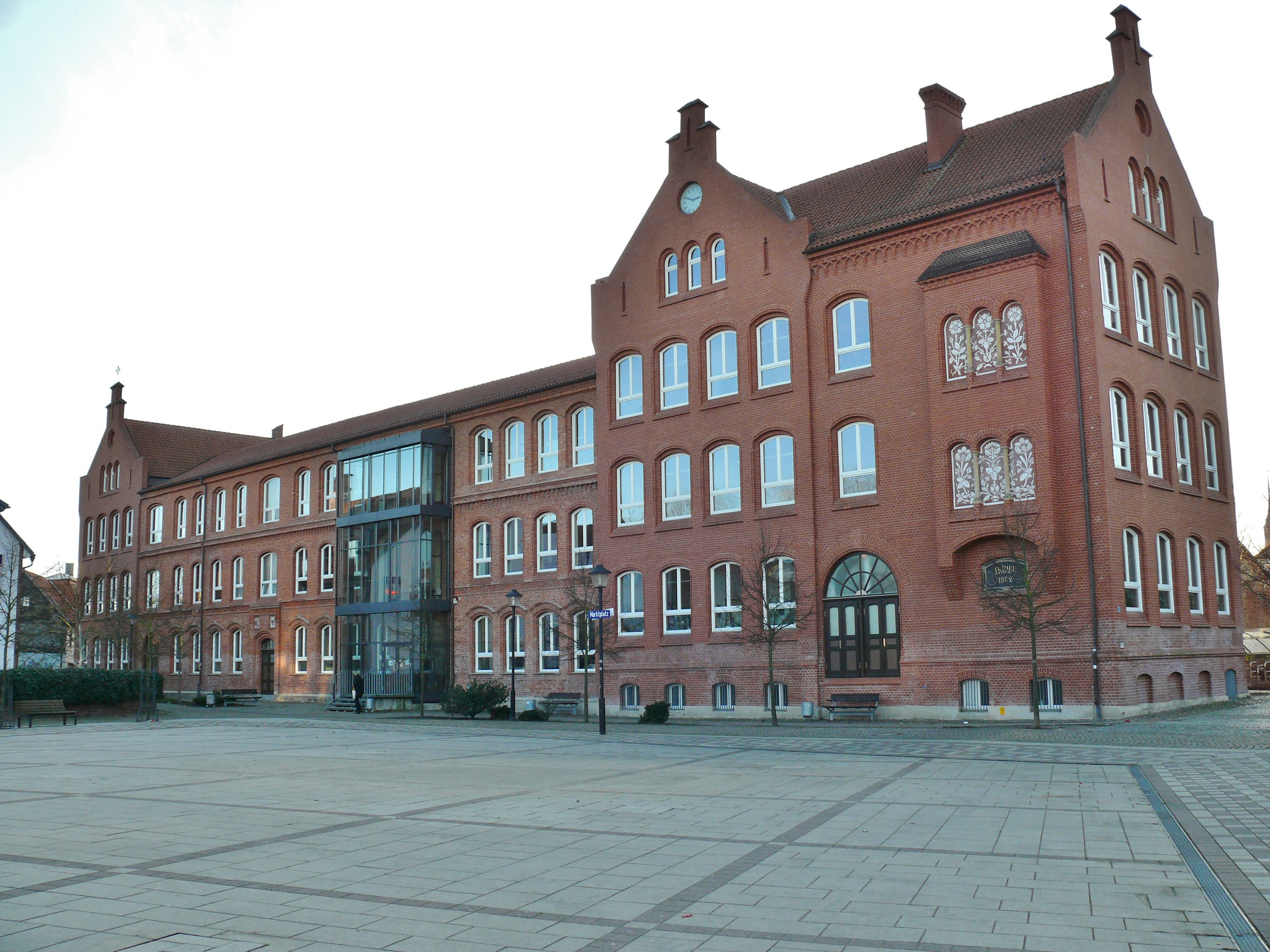
Stadskantoor in de voormalige Heinrich-Heine-school aan het Marktplein
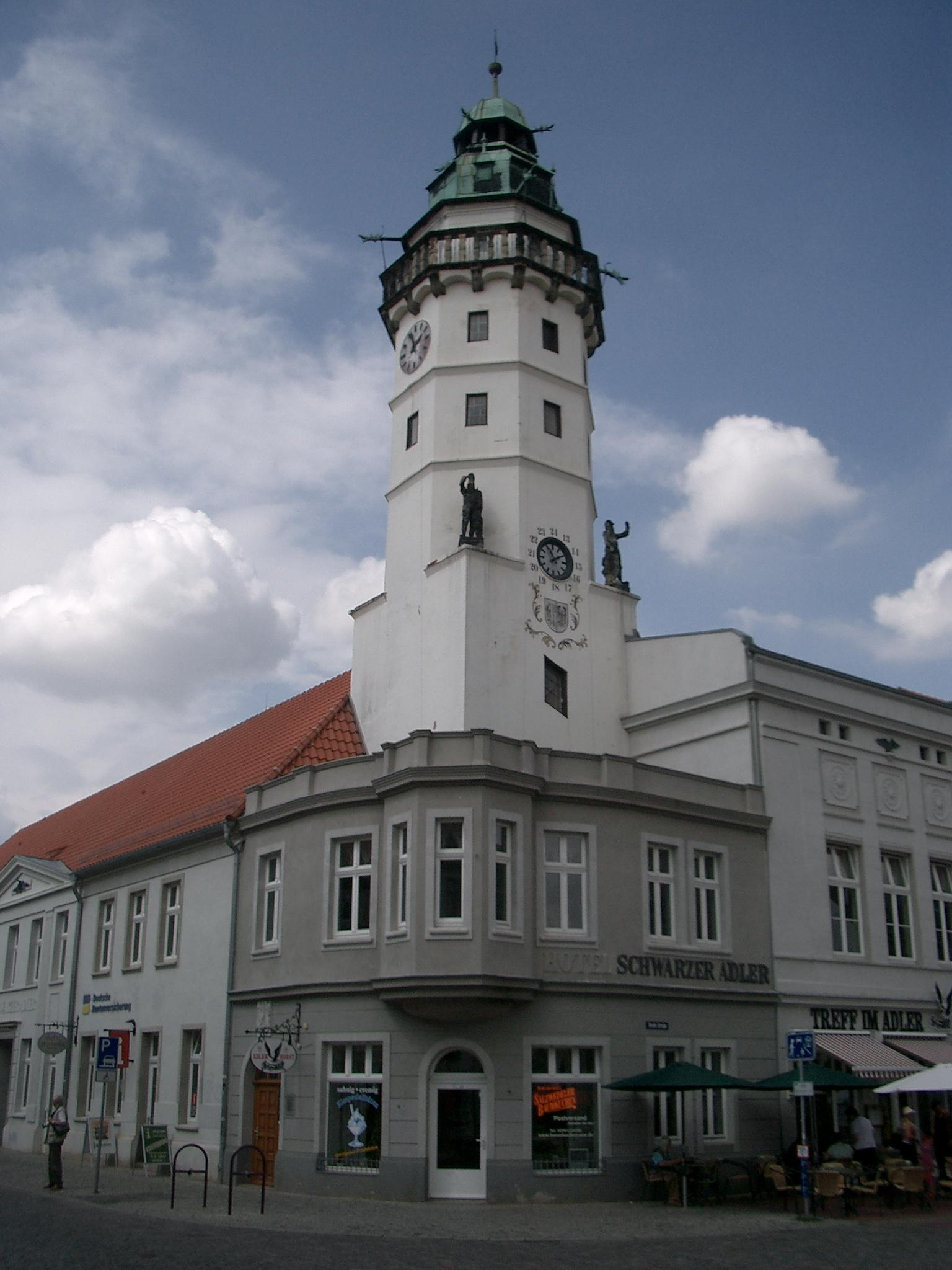
Toren voormalig stadhuis

De gemeente bestaat volgens haar Hauptsatzung (hoofdgemeenteverordening) uit de Stad Salzwedel zelf en de volgende 18  Ortschaften en 49 Ortsteile:

### Ortschaften
| - Andorf - Barnebeck - Benkendorf - Brietz - Chüden - Dambeck | - Henningen - Klein Gartz - Langenapel - Liesten - Mahlsdorf - Osterwohle | - Pretzier - Riebau - Seebenau - Stappenbeck - Steinitz - Tylsen |

### Ortsteile
In alfabetische volgorde, ontleend aan de Hauptsatzung van de gemeente, versie december 2023:
- Amt Dambeck, Andorf, Barnebeck, Benkendorf, Böddenstedt
- Bombeck, Buchwitz, Büssen, Brewitz, Brietz
- Cheine, Chüttlitz, Dambeck, Darsekau, Depekolk
- Eversdorf, Groß Chüden, Groß Gerstedt, Groß Grabenstedt, Groß Wieblitz
- Henningen, Hestedt, Hoyersburg, Jeebel, Kemnitz
- Klein Chüden, Klein Gartz, Klein Gerstedt, Klein Grabenstedt, Klein Wieblitz
- Königstedt, Kricheldorf, Langenapel, Liesten, Mahlsdorf
- Maxdorf, Niephagen, Osterwohle, Pretzier, Riebau
- Ritze, Rockenthin, Salzwedel, Seeben, Sienau
- Stappenbeck, Tylsen, Wistedt, Ziethnitz.

Verdeeld over de 18 Ortschaften plus de kernstad Salzwedel:
Kernstad Stadt Salzwedel:
Stad Salzwedel, Kricheldorf, Sienau
Böddenstedt, met eind 2023 381 inwoners, 2 km ten zuidwesten van de stad
Hoyersburg, met eind 2023 90 inwoners, 4 km ten noorden van de stad, aan de voormalige Duits-Duitse grens
Ortschaft Andorf:
Andorf, Barnebeck, Groß Grabenstedt, Hestedt, Klein Grabenstedt, Rockenthin
Ortschaft Barnebeck:
Barnebeck
Ortschaft Benkendorf:
Benkendorf, Büssen
Ortschaft Brietz:
Brietz, Chüttlitz
Ortschaft Chüden:
Groß Chüden, Klein Chüden, Ritze
Ortschaft Dambeck:
Amt Dambeck, Brewitz, Dambeck
Ortschaft Henningen:
Henningen
Ortschaft Liesten:
Liesten, Depekolk
Ortschaft Mahlsdorf:
Mahlsdorf, Maxdorf
Ortschaft Osterwohle:
Osterwohle, Bombeck, Groß Gerstedt, Klein Gerstedt, Wistedt, Wohnplatz Wolfsmühle
Ortschaft Pretzier:
Pretzier, Königstedt
Ortschaft Riebau:
Riebau, Jeebel
Ortschaft Seebenau:
Seeben, Cheine, Darsekau
Ortschaft Stappenbeck:
Buchwitz, Stappenbeck
Ortschaft Tylsen:
Tylsen, Niephagen
Niet meer bij een Ortschaft ingedeeld, onder andere: 
- Eversdorf, Groß Wieblitz en Klein Wieblitz, vroeger delen van de gemeente Wieblitz-Eversdorf.

## Geografie
De stad ligt aan het riviertje  de Jeetzel, dat hier echter Jeetze heet. De gemeente grenst in het noorden aan de streek Wendland in Nedersaksen, meer bepaald aan de Samtgemeinde Lüchow (Wendland), waarin onder andere de stadjes Wustrow en Lüchow liggen. In het oosten grenst de gemeente aan Arendsee. Zuidwestelijke en zuidelijke buurgemeentes zijn Dähre, Wallstawe, Kuhfelde, Apenburg-Winterfeld en Kalbe (Milde).
Het gebied, waarin de gemeente ligt is meest laag, tamelijk drassig laagveen- en rivierpolderland. Alleen in het uiterste zuiden  en westen is het terrein enkele tientallen meters hoger, en wat droger. Hier domineert de akkerbouw.

## Verkeer en vervoer

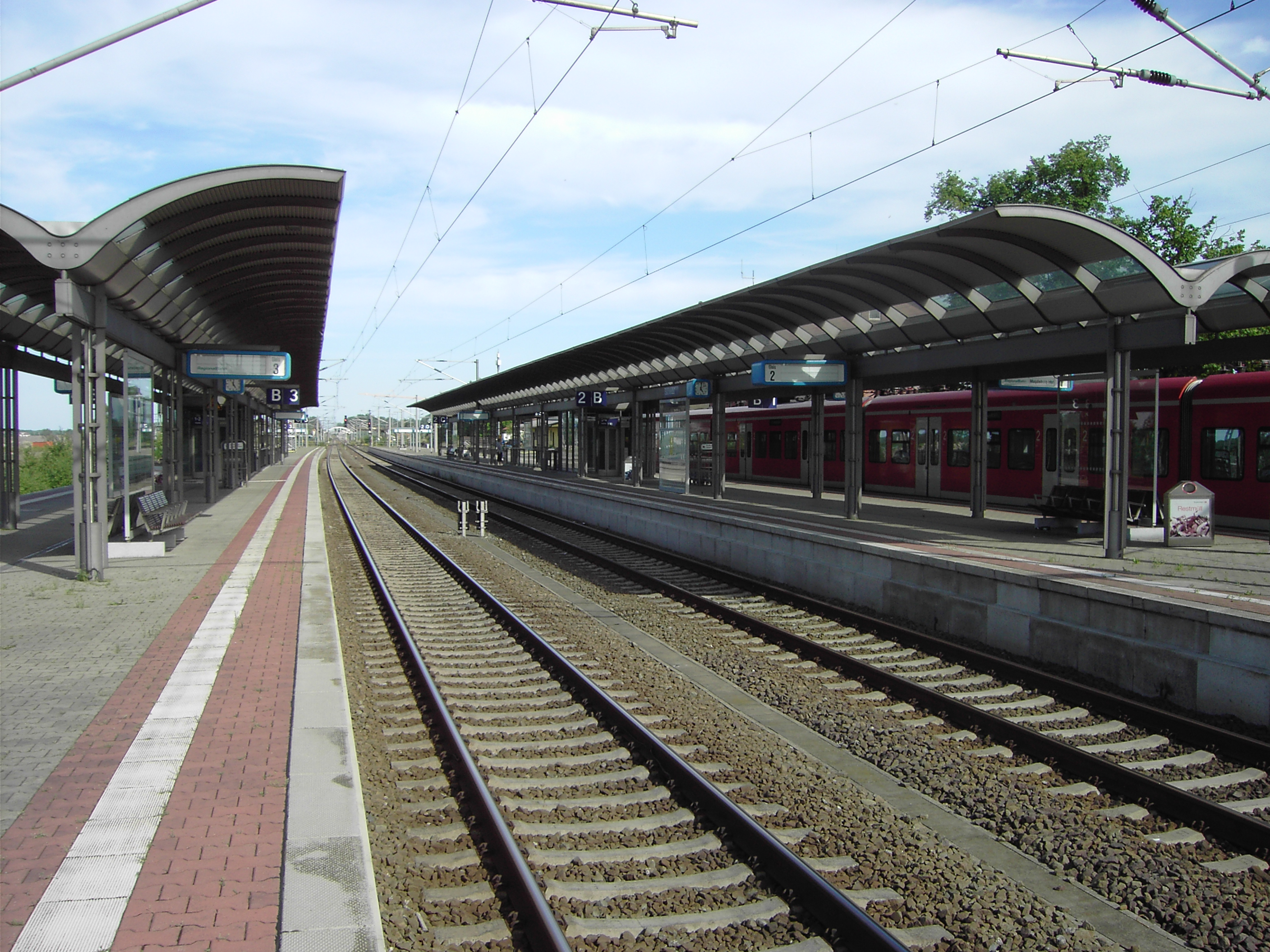
Station
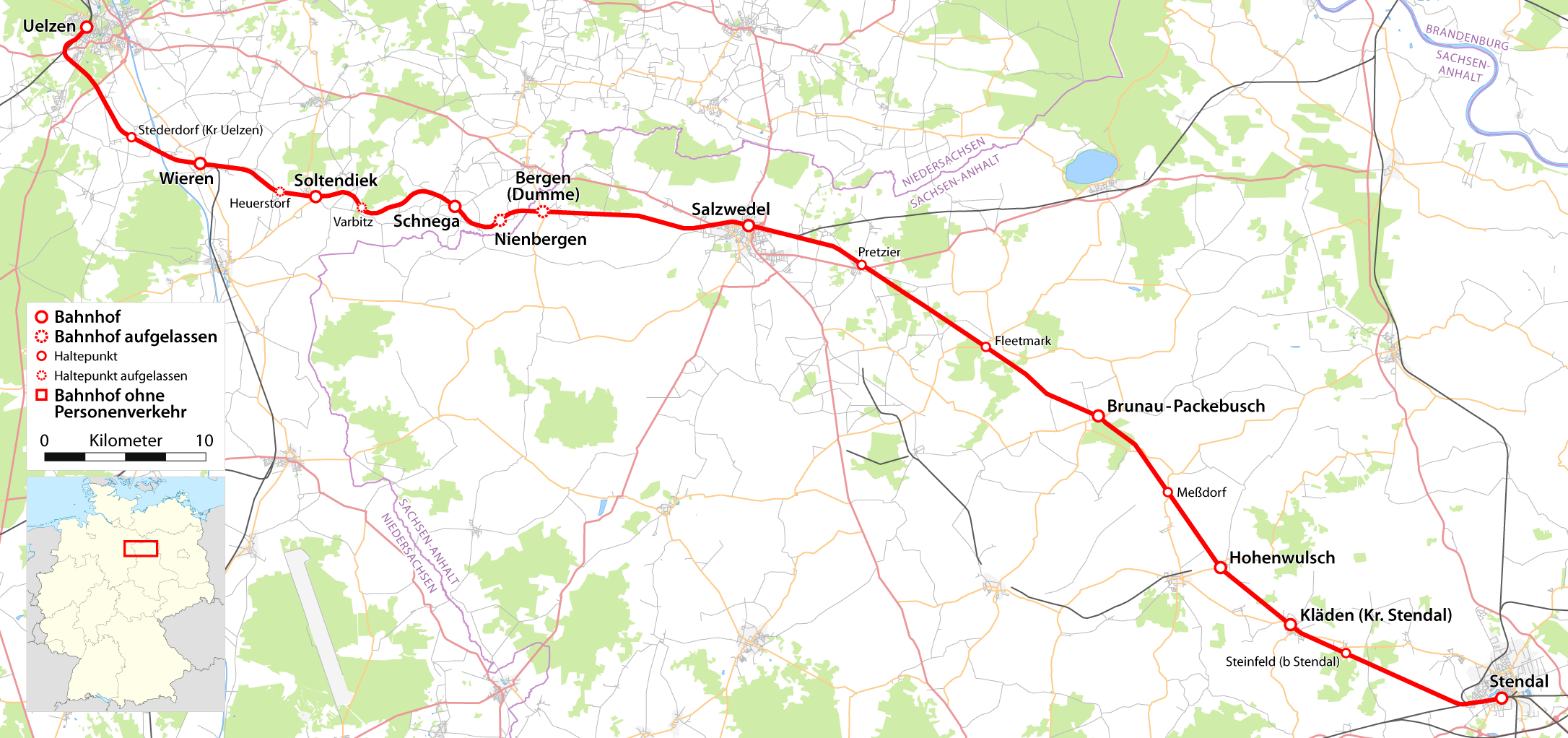
Trajectverloop spoorlijn Uelzen-Stendal

Door de stad lopen drie hoofdverkeerswegen:
- Bundesstraße 71, vanuit het noordwesten (Uelzen) door de stad en dan naar Gardelegen en Maagdenburg in het zuiden;
- Bundesstraße 190, vanuit de stad oostwaarts naar Seehausen;
- Bundesstraße 248, vanuit het noorden (Dannenberg) door de stad en dan naar het zuidwesten (Weyhausen bij Wolfsburg).

Autosnelwegen zijn binnen een straal van 50 km van Salzwedel niet te vinden, een in Duitsland weinig voorkomende situatie.
Salzwedel heeft een in 2019 gerenoveerd station aan een spoorlijn tussen Uelzen (vanaf 1873) en Stendal (vanaf 1870). Zie: Spoorlijn Stendal - Uelzen.  Ook het 7½ km ten oosten van Station Salzwedel gelegen Pretzier heeft een spoorweghalte aan deze lijn.
De spoorverbinding met Dannenberg werd in de Tweede Wereldoorlog onbruikbaar, en is in de DDR-periode door de komst van de Duits-Duitse grens niet hersteld; na de Duitse hereniging van 1990 bleek heropening van deze spoorverbinding en van de spoorlijn naar Arendsee niet meer lonend. 
Salzwedel heeft een stads- en streekbusnet, maar de frequentie van de busdiensten is, zeker buiten de spitsuren op werkdagen, zeer beperkt. De meest frequent rijdende bussen verbinden Salzwedel met Beetzendorf, Klötze, Gardelegen, Arendsee, Seehausen en Wittenberge.

## Economie
Ten westen en ten noorden van de stadskern liggen uitgestrekte bedrijventerreinen.  Daar zijn vooral kleine fabrieken in de metaalsector gevestigd, en verder midden- en kleinbedrijf van niet meer dan regionale betekenis.
In de omgeving van Steinitz waren rijke aardgasvelden aanwezig. De winning ervan begon in 1969. Anno 2024 zijn de gasvoorraden bijna geheel uitgeput.  Het Franse concern ENGIE heeft bij Steinitz installaties voor de winning en verdere verwerking van dit gas.
In de gemeente Salzwedel, die over enige attracties en mooie stukken natuurgebied beschikt, is het toerisme van toenemende betekenis.

## Geschiedenis

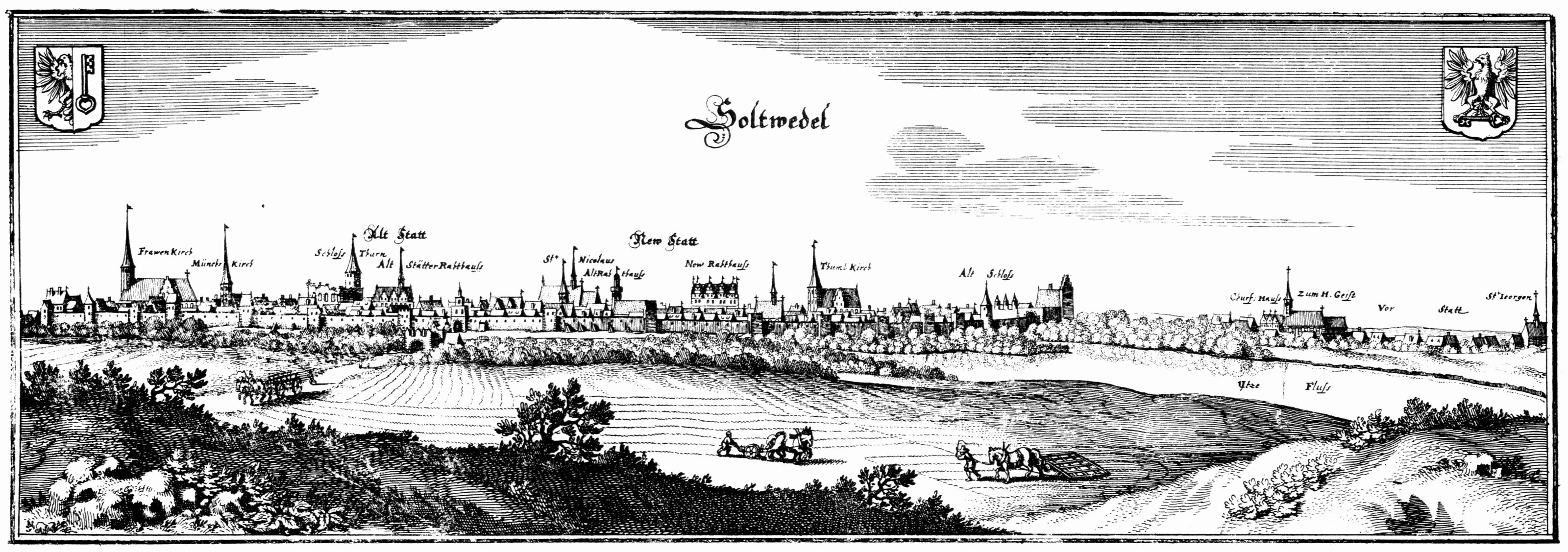
Merian-prent van Salzwedel,  circa 1652
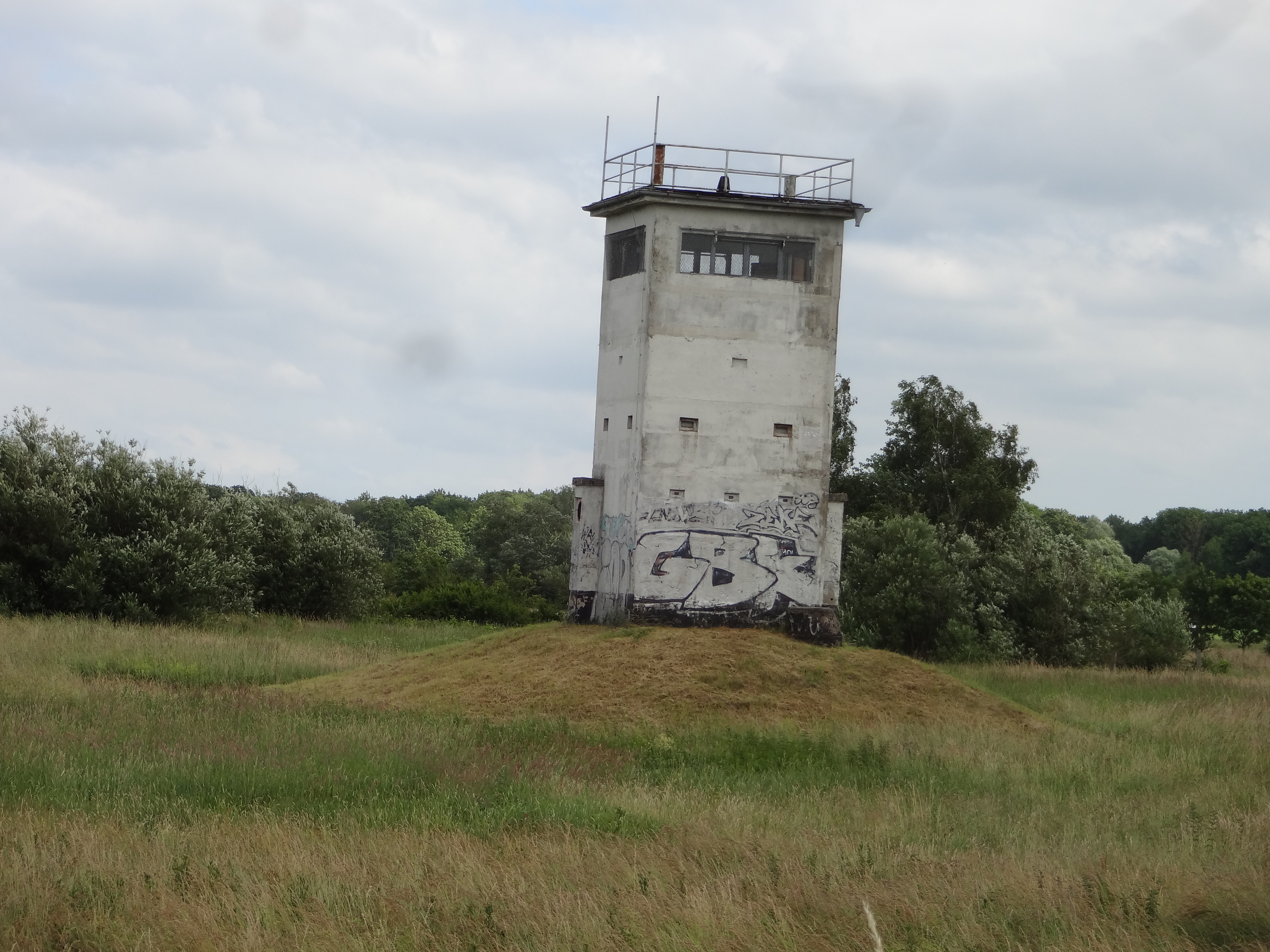
Voormalige wachttoren aan de Duits-Duitse grens bij Hoyersburg
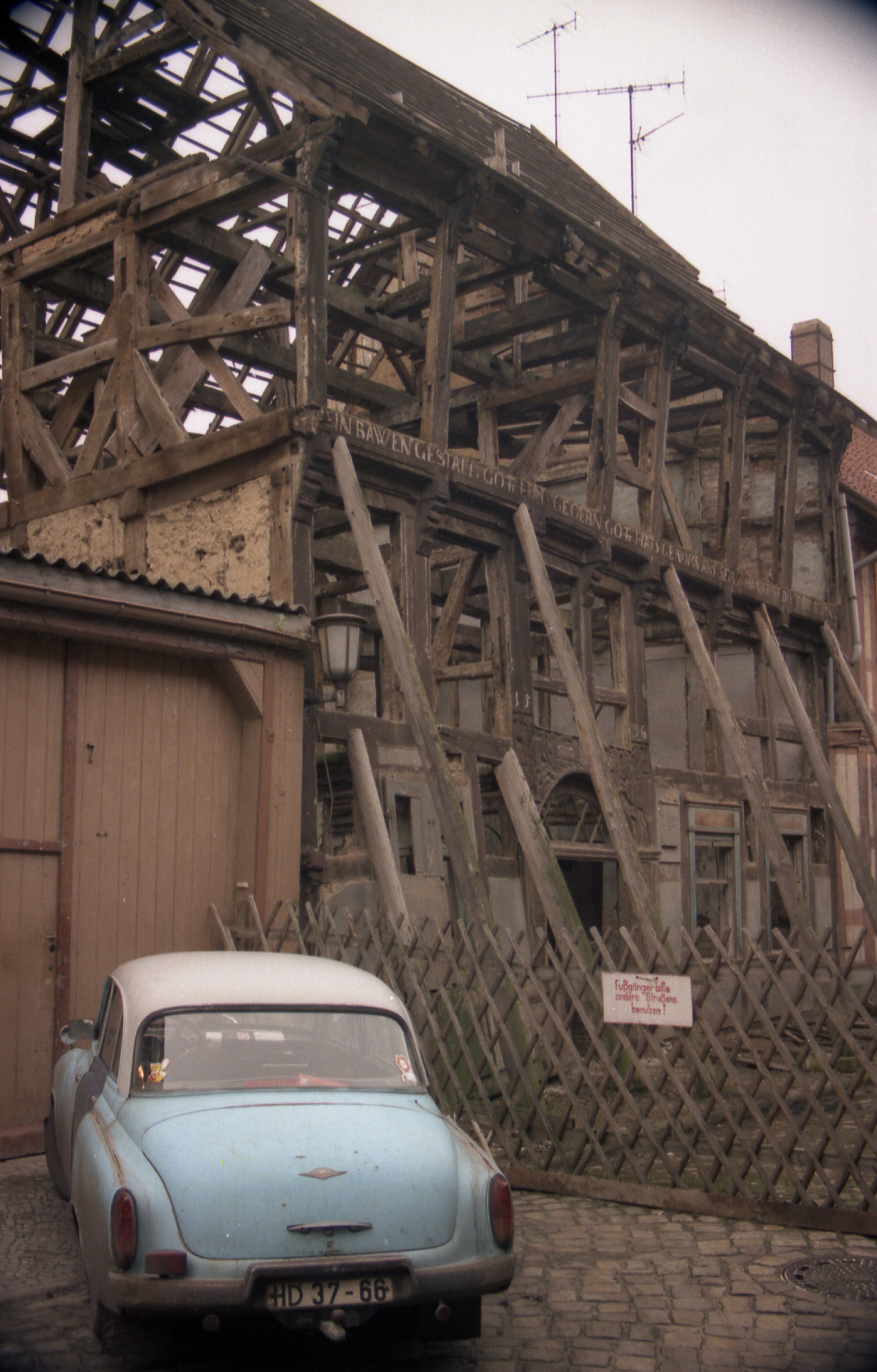
Entkernt[6] vakwerkhuis, aan het eind van de DDR-periode (1990)

De stad dankt haar naam aan een voorde, in plaatselijk dialect: Wedel, over de Jeetze, die deel uitmaakte van de Salzstraße, een handelsroute  voor keukenzout (Salz). Salzwedel werd voor het eerst vermeld in 1112. Vanaf de begintijd beschikten lokale heren er over een burcht aan de Jeetze. Daarvan is nog een 24 meter hoge bergfried bewaard gebleven. In 1233 wordt de plaats voor het eerst als stad aangeduid. Van de 14e tot en met de 18e eeuw lag Salzwedel meestal in de Mark Brandenburg.
Van 1263 tot 1518 was Salzwedel lid van de Hanze. Er was vooral handel in zout, laken en bier. De stad was bekend vanwege textielproducten van relatief  hoge kwaliteit. In 1518 werd het lidmaatschap van de Hanze opgezegd en Salzwedel ondernam daarna verschillende vergeefse pogingen om opnieuw opgenomen te worden.
Salzwedel bestond vanaf 1247, toen een Neustadt werd gesticht, uit twee bestuurlijk gescheiden, met een gemeenschappelijke muur omwalde, maar elk van een eigen raadhuis voorziene stadjes, de Altstadt met als hoofdkerk de Mariakerk, en de Neustadt, met als hoofdkerk de Catharinakerk, die bestuurlijk pas in 1713 tot één stad fuseerden.
De geschiedenis van de protestantse Mariakerk, de grootste kerk in Salzwedel, gaat terug tot ongeveer 1350. De kerk heeft een romaanse oorsprong, maar vertegenwoordigt vooral de stijl van de baksteengotiek.
De stad beschikte over een goede Latijnse school. Verscheidene lutherse theologen en juristen uit de periode 1500-1800, die uit Salzwedel afkomstig waren, verwierven faam in grote delen van Noord-Duitsland.
De Reformatie in de 16e eeuw had tot gevolg,  dat bijna de gehele bevolking overging tot het evangelisch-lutherse protestantisme.  Tot op de huidige dag zijn verreweg de meeste christenen in de gemeente deze geloofsrichting toegedaan. Tenzij uitdrukkelijk anders vermeld,  zijn ook de in dit artikel genoemde kerkgebouwen in de gemeente  Salzwedel evangelisch-luthers.
In de Dertigjarige Oorlog,  van 1618 tot 1648, had Salzwedel en omgeving veel ellende te verduren,  zoals plunderingen,  brandstichtingen en pestepidemieën. Na deze oorlog was de streek  voor meer dan de helft ontvolkt. De economische crisis,  die hierop volgde, duurde tot vèr in de 18e eeuw.
In 1870 verkreeg Salzwedel aansluiting op het spoorwegnet. Tot dan toe was de rivier de Jeetze, die een deel van het jaar voor kleine vrachtschepen met geringe diepgang bevaarbaar was,  de belangrijkste handelsroute tussen  de havensteden aan de Elbe en Salzwedel. 
Ten tijde van Adolf Hitlers Derde Rijk werden de nog enkele tientallen Joden, die in de stad woonden, vanaf de Kristalnacht in november 1938, slachtoffer van hevige vervolging. Hun synagoge werd door brand verwoest, en de meeste Joden werden weggevoerd naar de vernietigingskampen, en vonden zo de dood in de Holocaust.
Gedurende de Tweede Wereldoorlog bevond zich in de stad een Außenlager van Concentratiekamp Neuengamme.  Vrouwelijke gevangenen  moesten er zware arbeid verrichten  voor een munitiefabriek. Ter nagedachtenis aan de mensen, die als gevolg van deze onmenselijke omstandigheden om het leven kwamen, zijn in de gemeente verscheidene  gedenktekens. opgericht. Op 22 februari 1945 werd de omgeving van  het station verwoest door een geallieerd luchtbombardement.  Daarbij vielen circa 300 doden.
Van 1949 tot 1990 lag Salzwedel in de DDR. In de jaren 1970 dreigden veel monumentale,  oude huizen in de stad door verwaarlozing in te storten. Al vóór de Duitse hereniging van 1990 kwamen initiatieven tot stand, om de historische binnenstad van Salzwedel in stand te houden. Van 1971 tot 1986 was er een eenheid van de Grenztruppen der DDR gestationeerd, die over helikopters beschikte.

## Bezienswaardigheden
- Salzwedel heeft een historische, oude stadskern met talrijke monumentale gebouwen en schilderachtige vakwerkhuizen.
  - Het belangrijkste monumentale kerkgebouw in Salzwedel is de evangelisch-lutherse Mariakerk.
  - Bezienswaardig is ook de eveneens gotische Catharinakerk met in het interieur veel interessante liturgische voorwerpen.
  - Van de 12e-eeuwse burcht is de 24 meter hoge, ronde toren Burgturm bewaard gebleven. Deze is in de 20e eeuw opgenomen in een herdenkingspark ter gedachtenis aan de Duitse soldaten, die zijn gesneuveld in de Eerste Wereldoorlog.
  - De markante, uit het midden van de 13e eeuw daterende Lorenzkirche (Laurentiuskerk) is tegenwoordig een rooms-katholiek kerkgebouw.
  - De laatgotische Mönchskirche (Monnikenkerk) is tegenwoordig als concertzaal in gebruik.
- In het oude Proosdijgebouw in de stad is het in 1836 opgerichte, sinds 1932 hier gevestigde, Johann-Friedrich-Danneil-Museum gevestigd, met een kleine collectie religieuze kunst en een verzameling archeologische vondsten. Tot de collectie behoort de zogenaamde Weinberg-triptiek, toegeschreven aan de omgeving van Lucas Cranach de Jongere. De archeologische afdeling van dit museum beschikt over een dependance te Zethlingen, gemeente Kalbe (Milde). Deze Langobardenwerkstatt Zethlingen is een klein openluchtmuseum, waarin een vroegmiddeleeuwse werkplaats van de Longobarden is gereconstrueerd.
- Daar vlakbij staat een statig huis, waarin Jenny Marx in 1814 werd geboren. Dit Jenny-Marx-Haus huisvestte in de DDR-tijd een groot museum over haar en haar man. Anno 2024 is het huis voor het grootste deel in gebruik als muziekschool; het aan Jenny Marx gewijde museum is beperkt geopend en omvat nog slechts een in twee vertrekken ondergebrachte, bescheiden collectie.
- Veel tot de gemeente behorende dorpen hebben een architectuurhistorisch interessante dorpskerk,  vaak opgetrokken uit natuursteen en gebouwd in de 13e eeuw. Zie de korte artikelen over de diverse Ortschaften van de stad Salzwedel.
  - Bijzondere aandacht verdient in dit verband het oude klooster van Dambeck.
- Direct ten oosten van Ziethnitz, en enkele kilometers ten zuiden van Salzwedel  zelf, aan de B248, bevindt zich sinds 2003 het, oorspronkelijk als werkverschaffingsproject gerealiseerde,  attractiepark Märchenpark und Duftgarten Salzwedel . Het is vooral gericht op gezinnen met kinderen tot circa 9 jaar. Enkele van de hier uitgebeelde figuren zijn nog afkomstig van populaire kinderprogramma's  van de DDR-televisie.
- Twee kilometer ten westen van Kemnitz, gemeente Steinitz, ligt een circuit voor de motocross-sport.

## Afbeeldingen

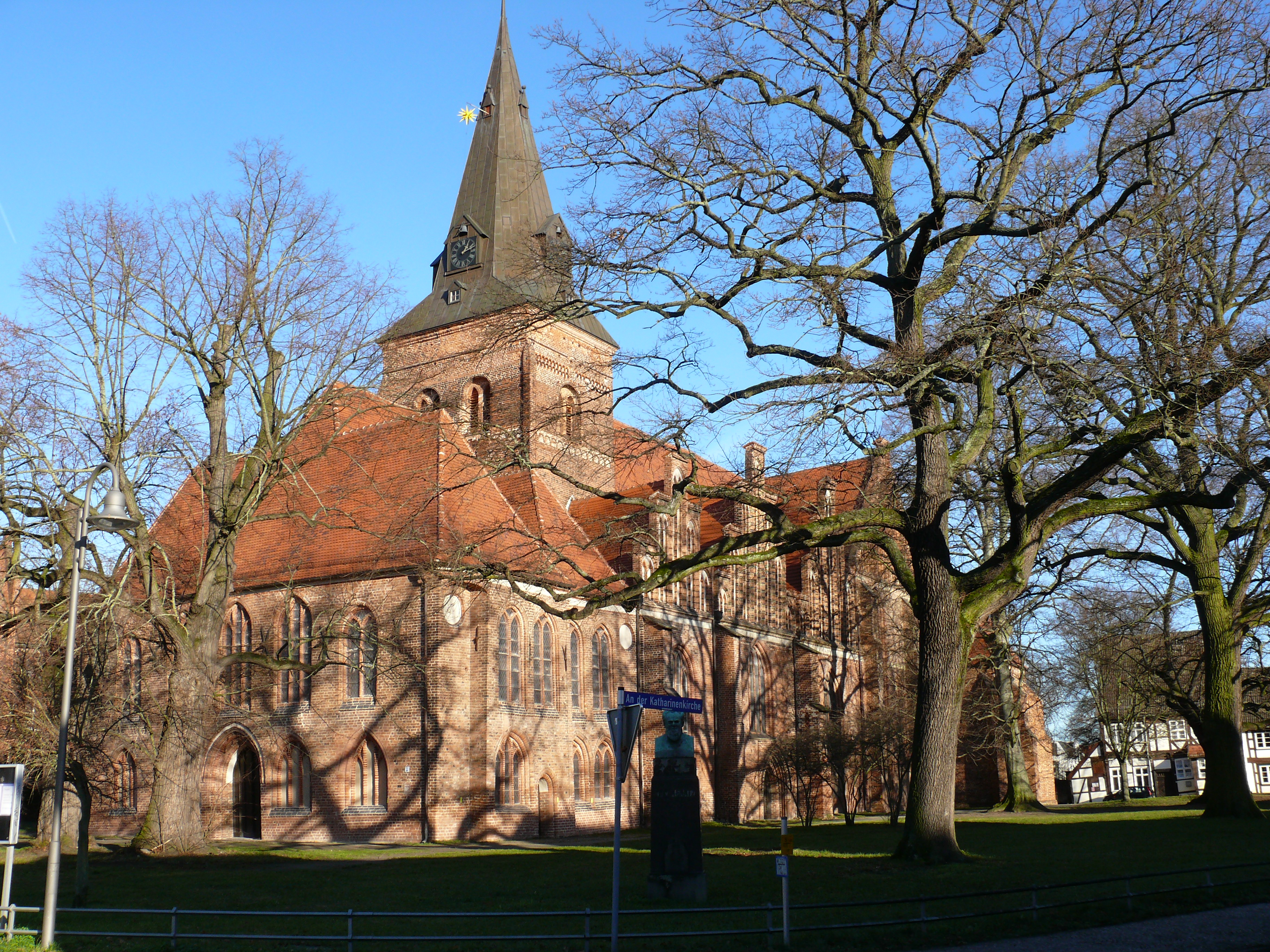
Catharinakerk, Salzwedel (eind 13e eeuw)
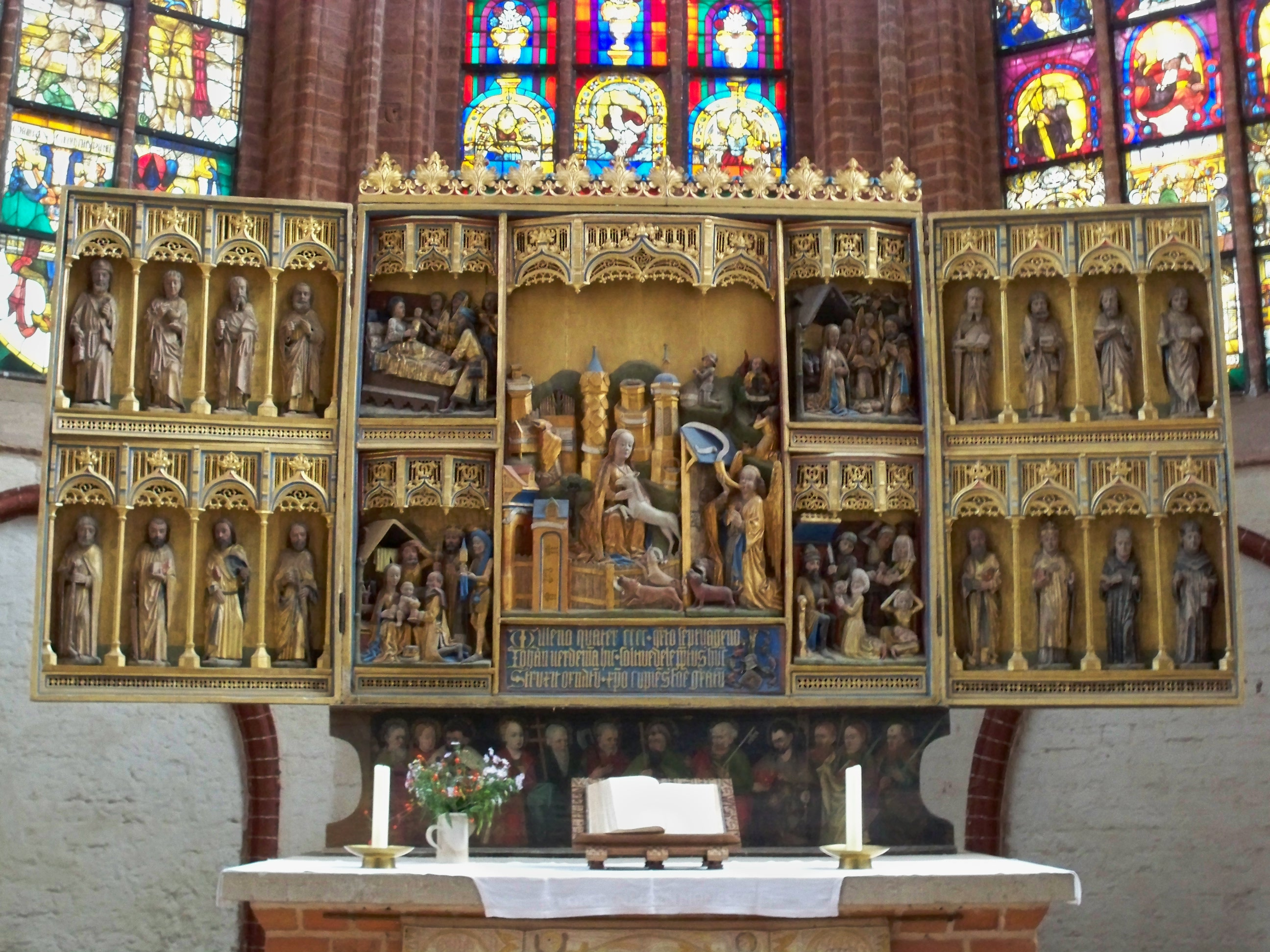
Altaarstuk uit 1474 in deze kerk, voorstellende Maria met een eenhoorn, symbool der reinheid
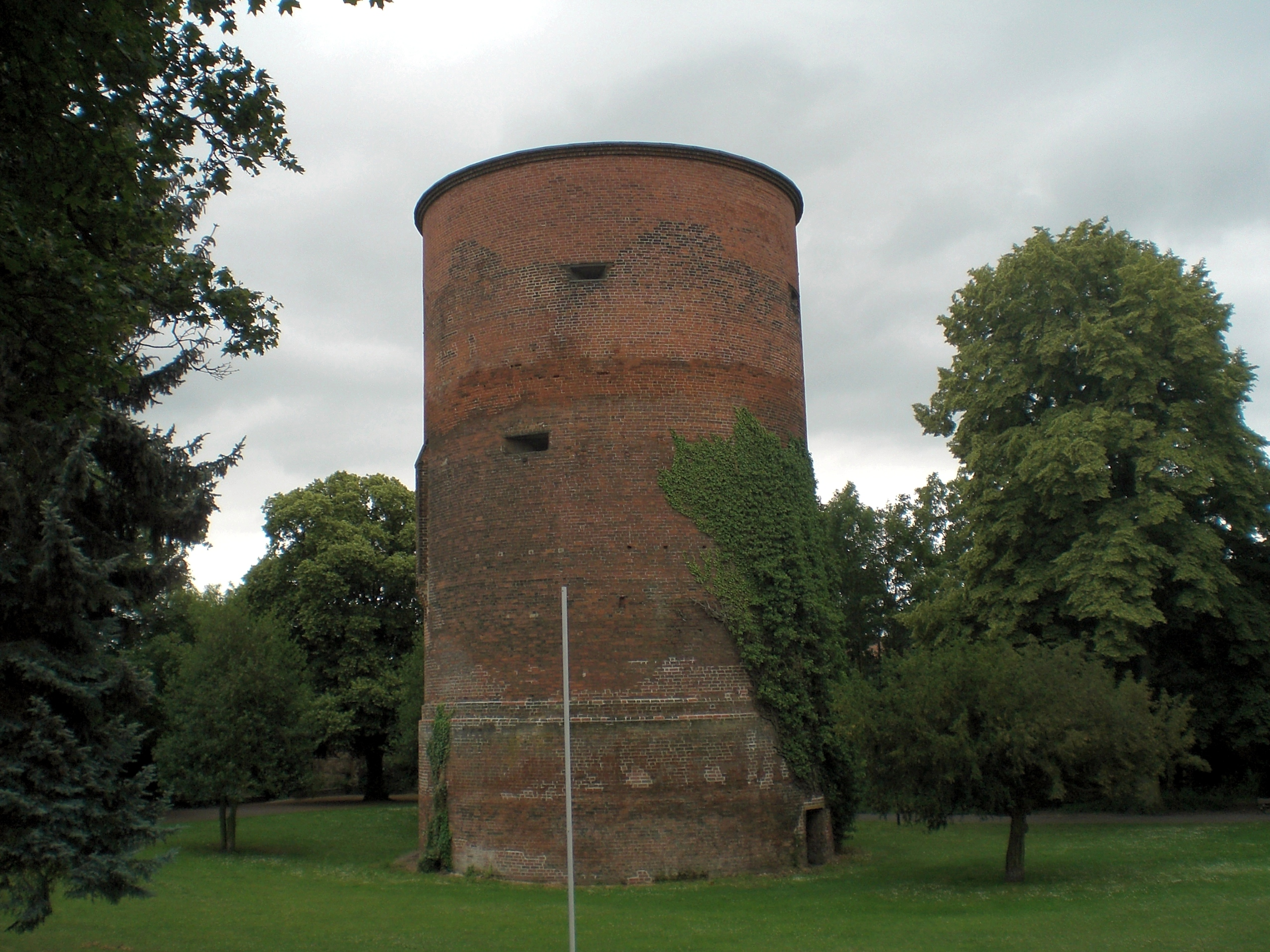
Burgturm (burchttoren) te Salzwedel
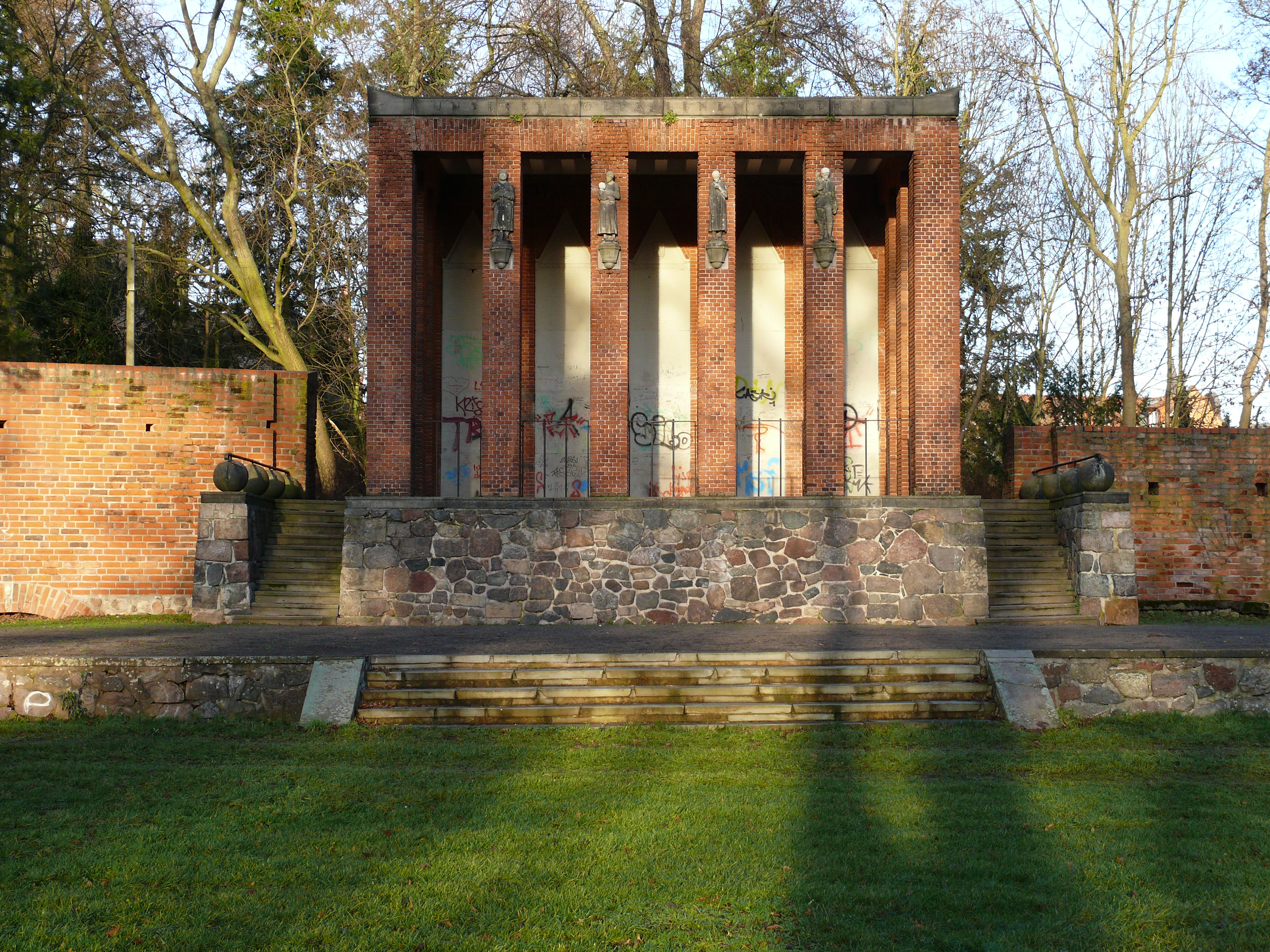
De Ehrenhalle (1923) ter gedachtenis aan de Duitse soldaten, die zijn gesneuveld in de Eerste Wereldoorlog, bij de Burgturm
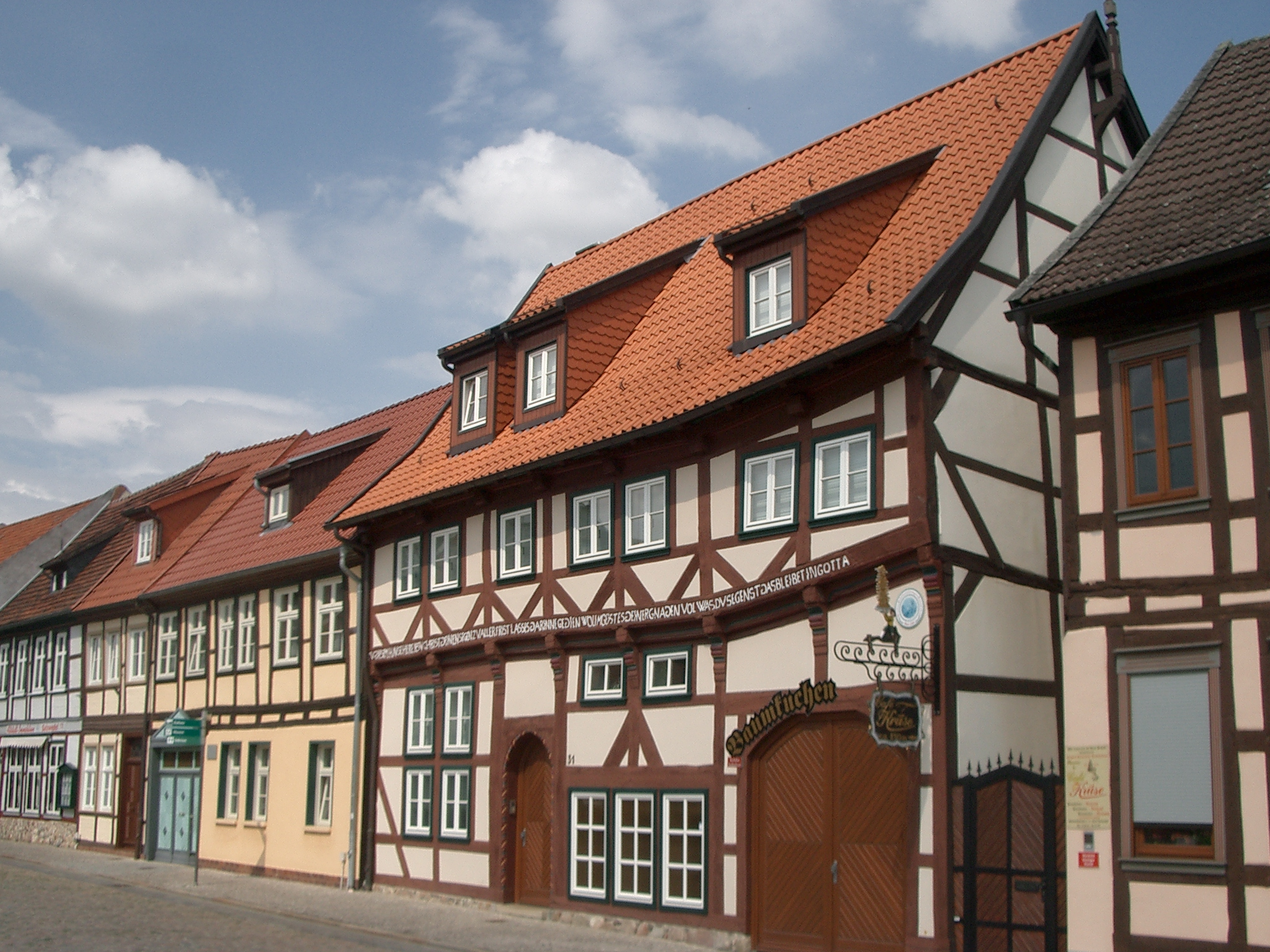
Straat in Salzwedel met de voor zijn binnenstad typerende vakwerkhuizen
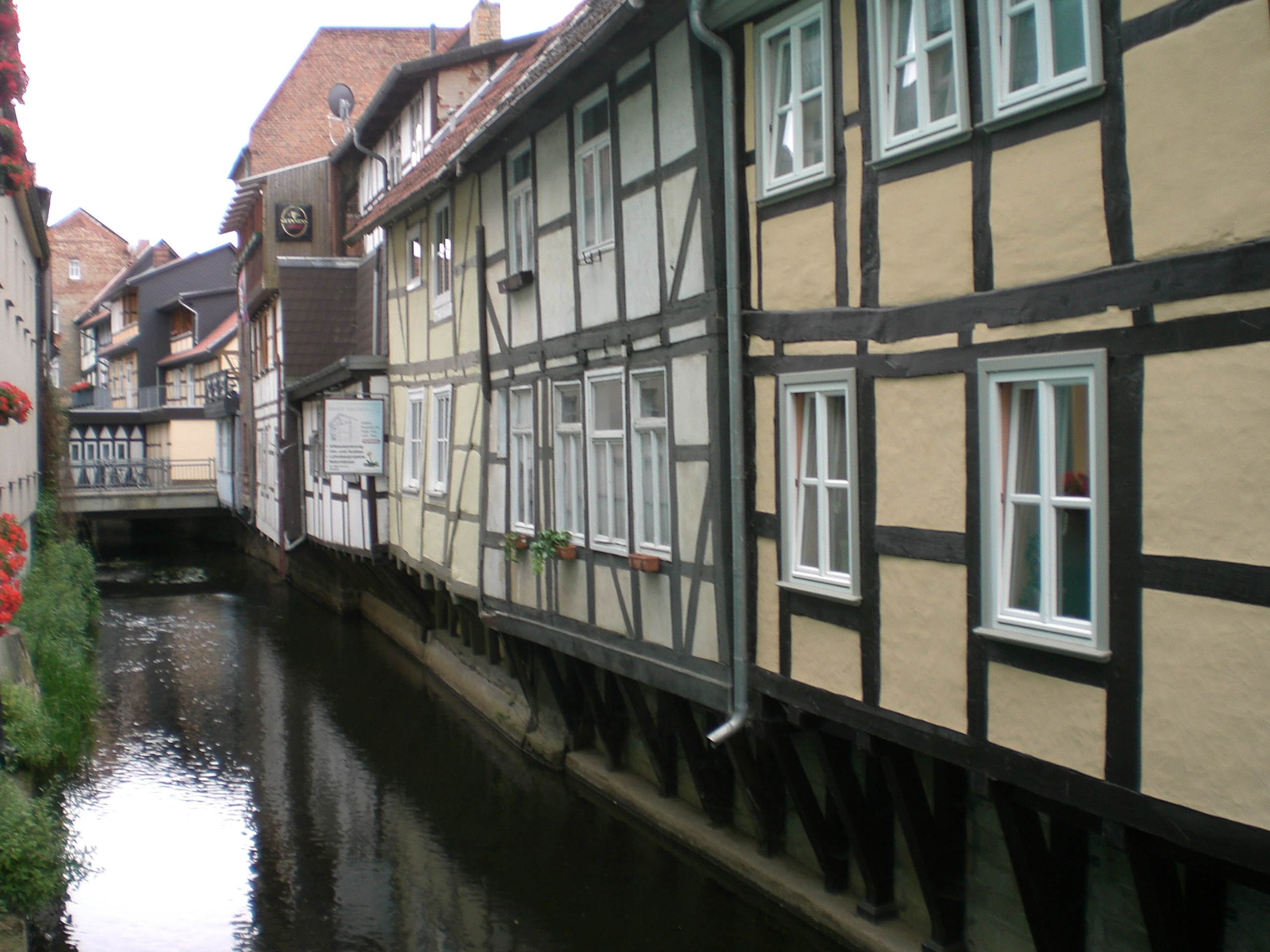
Huizen aan de Jeetze
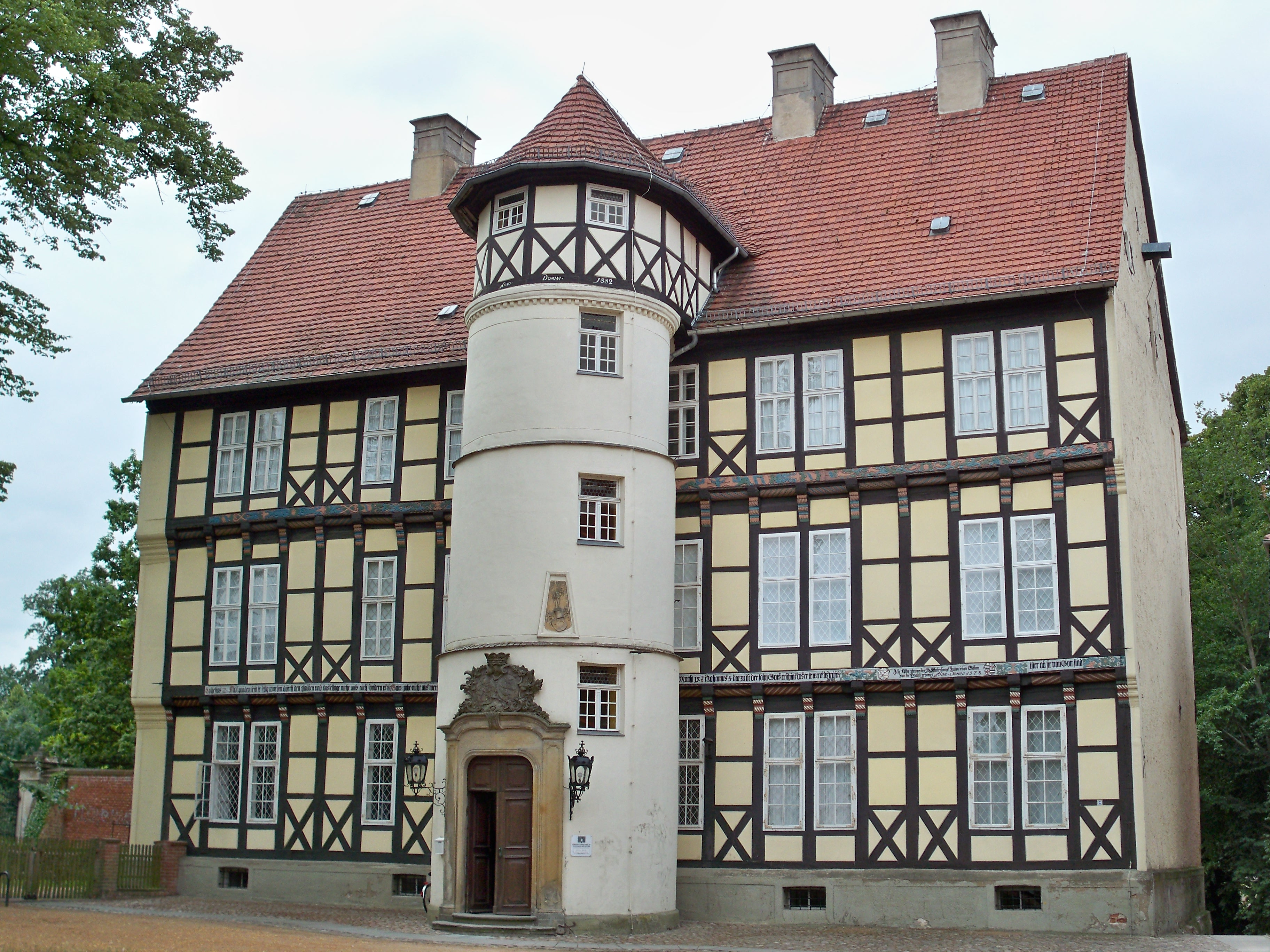
Voormalige proosdij (1578), nu Johann-Friedrich-Danneil-Museum
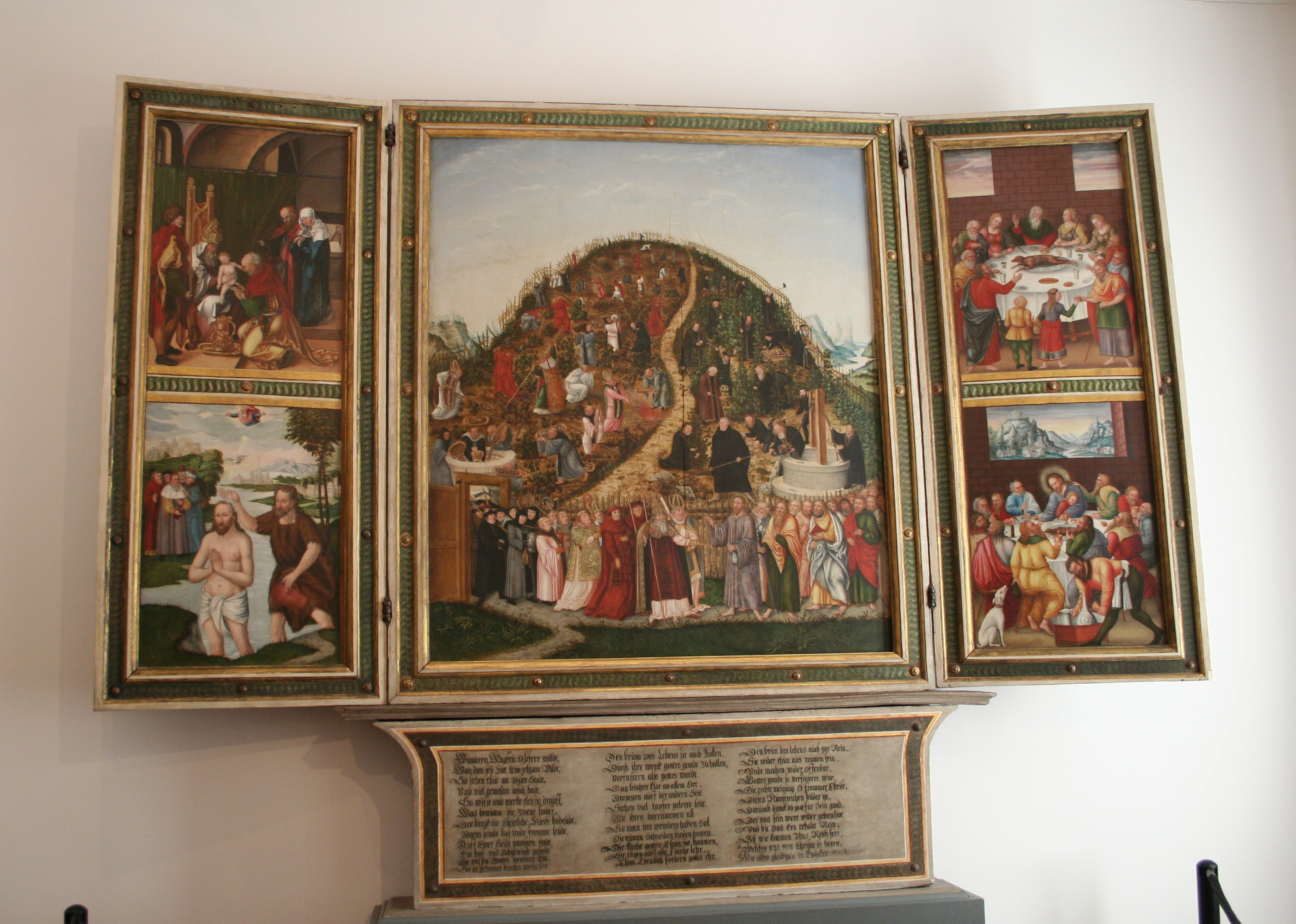
Weinberg-altaar (1582) in de collectie van dit museum
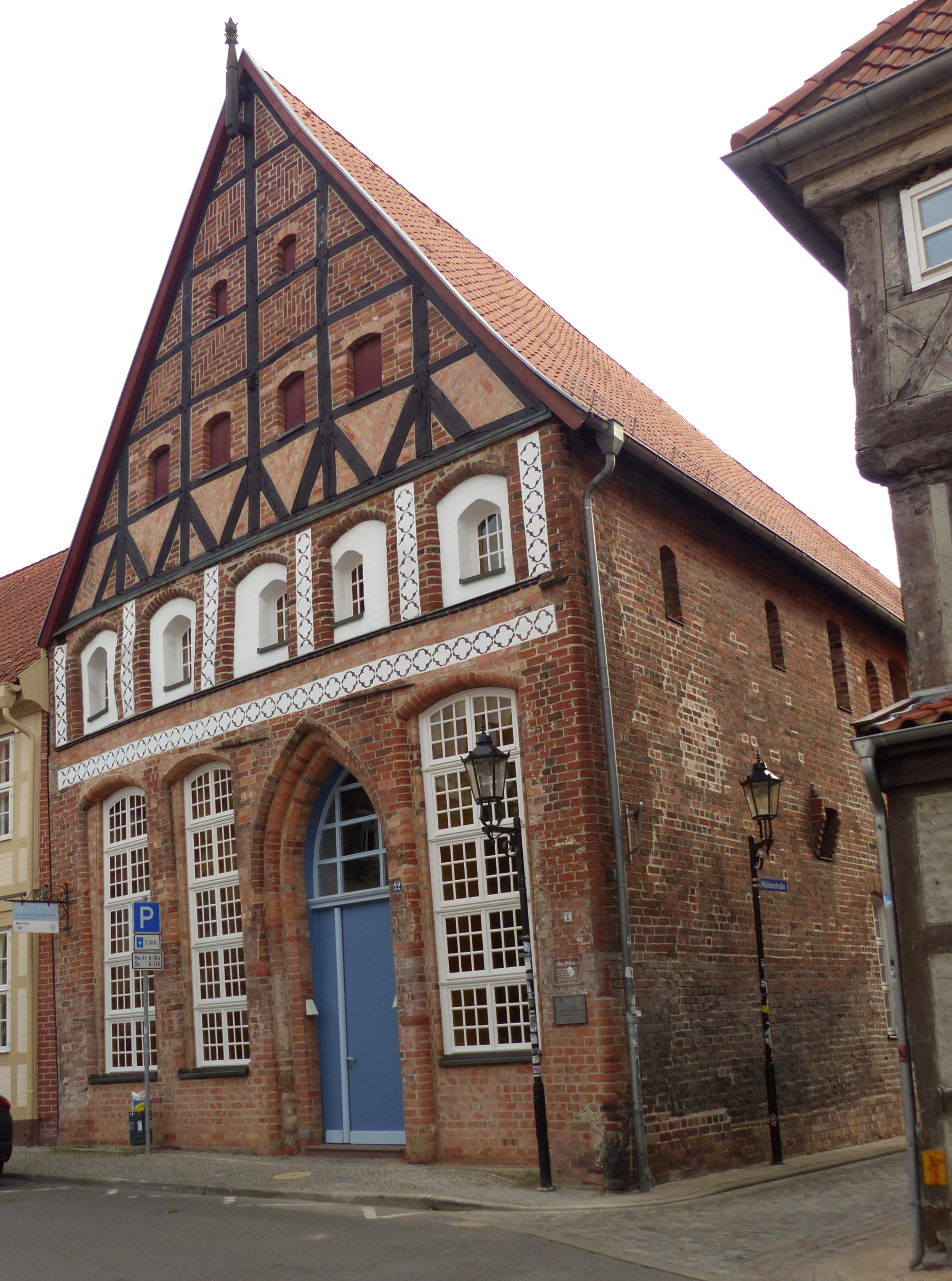
13e-eeuwse Munt
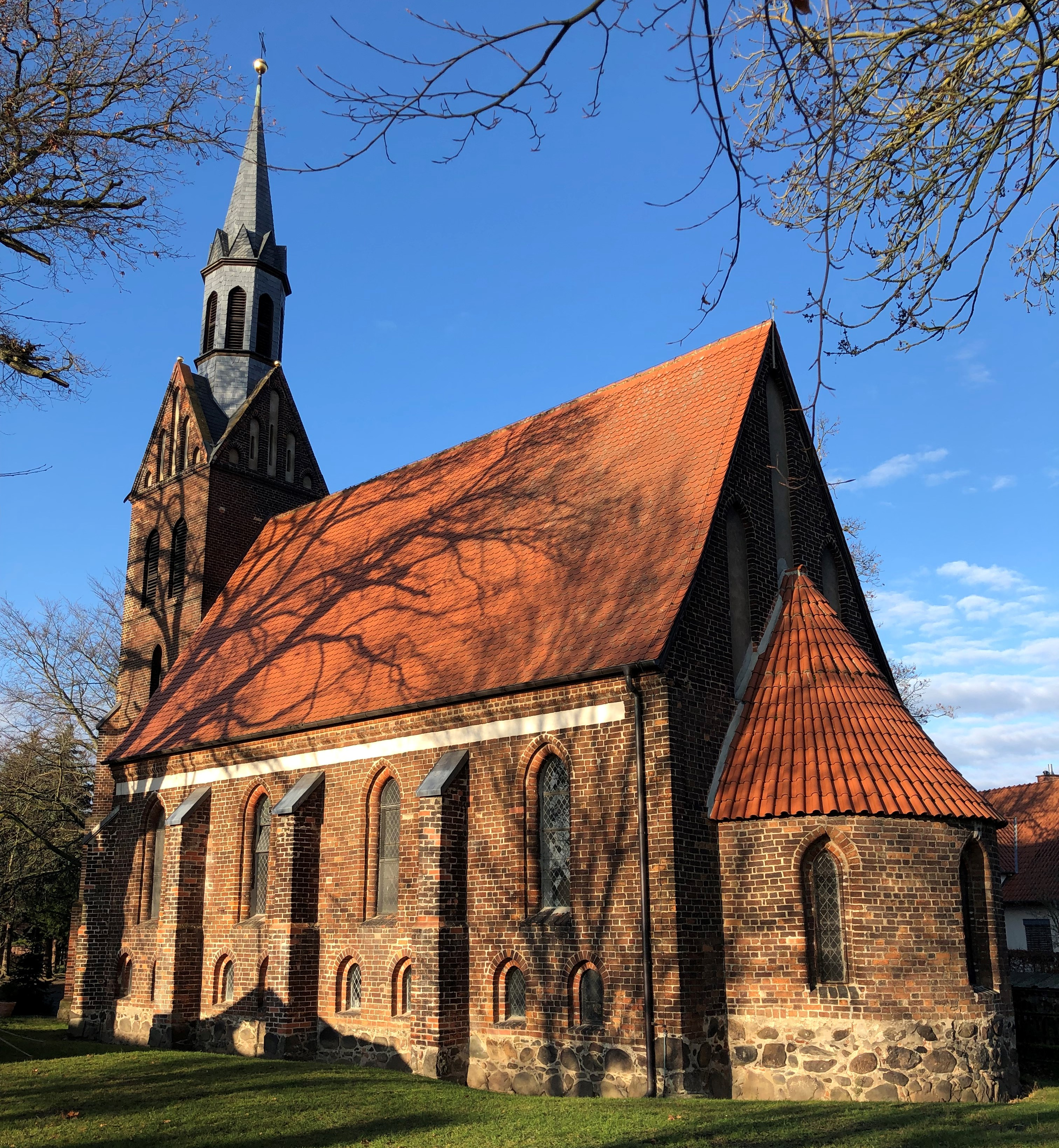
Sint-Joriskerk, in de voorstad Perver, van de voormalige leprozerie, 2e helft 13e eeuw
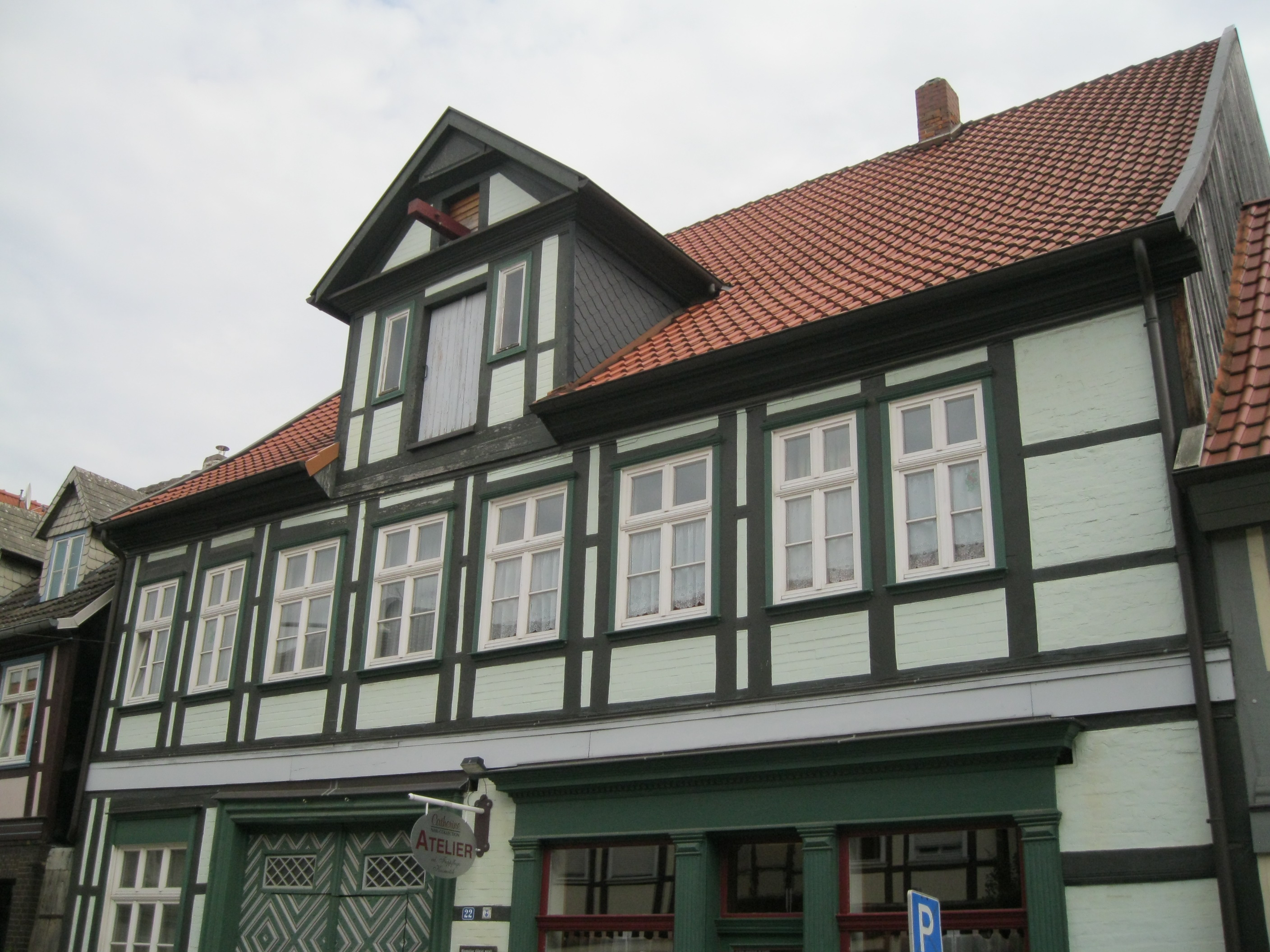
Geboortehuis van Friedrich Meinecke
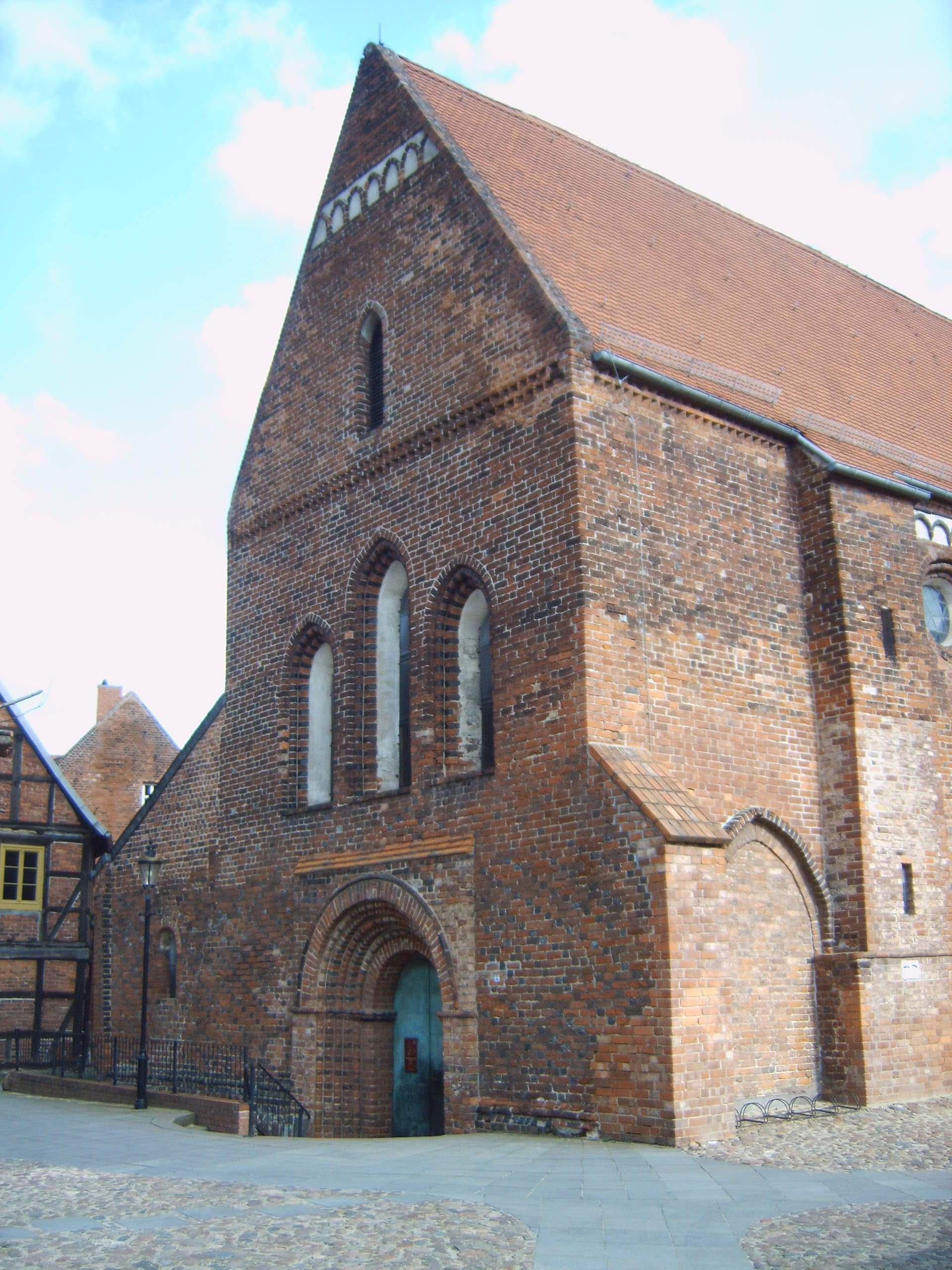
De Laurentiuskerk (Lorenzkirche; westkant)
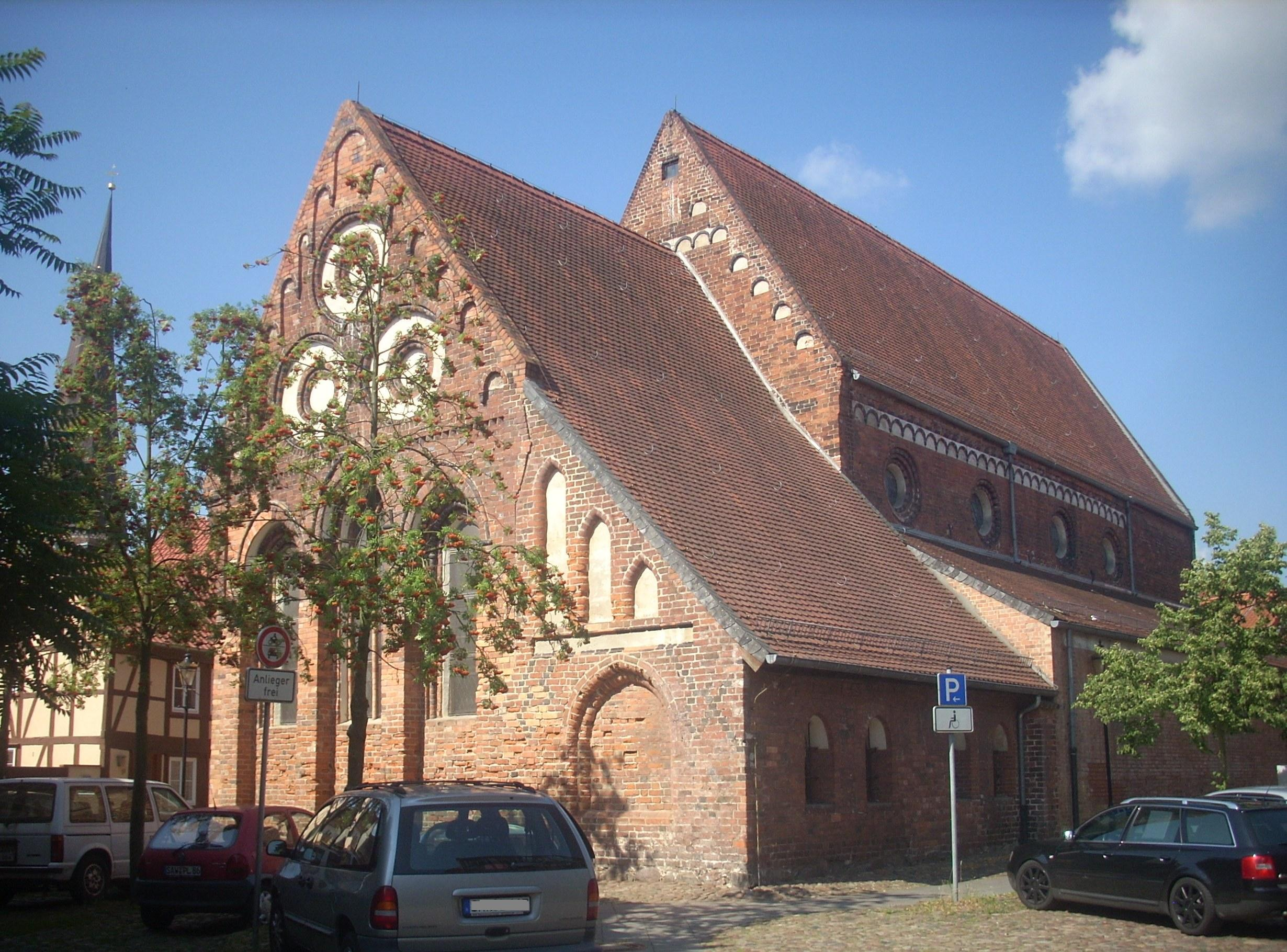
De Laurentiuskerk (Lorenzkirche; oostkant)
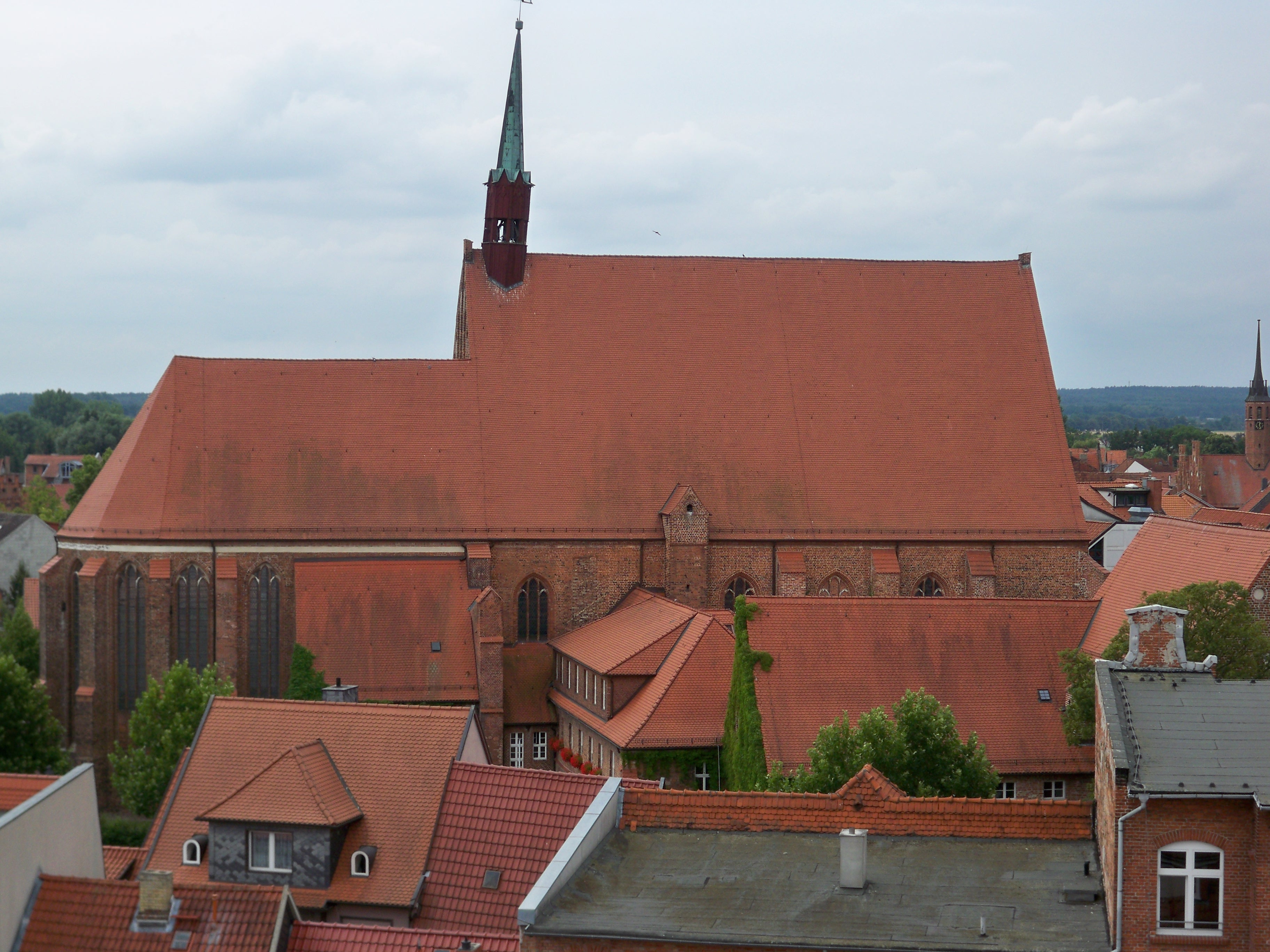
Monnikenkerk met restanten voormalig klooster
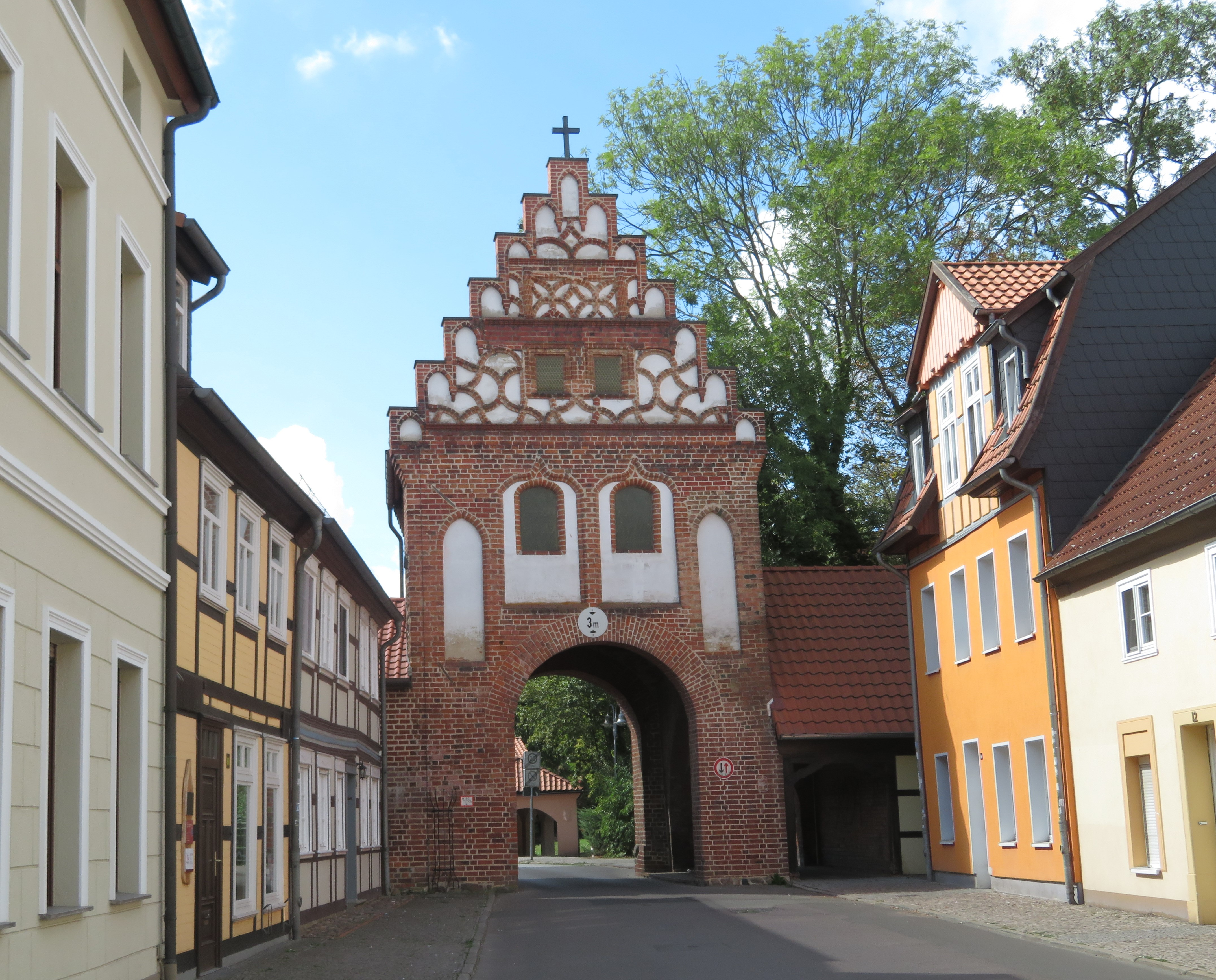
Stadspoort Steintor
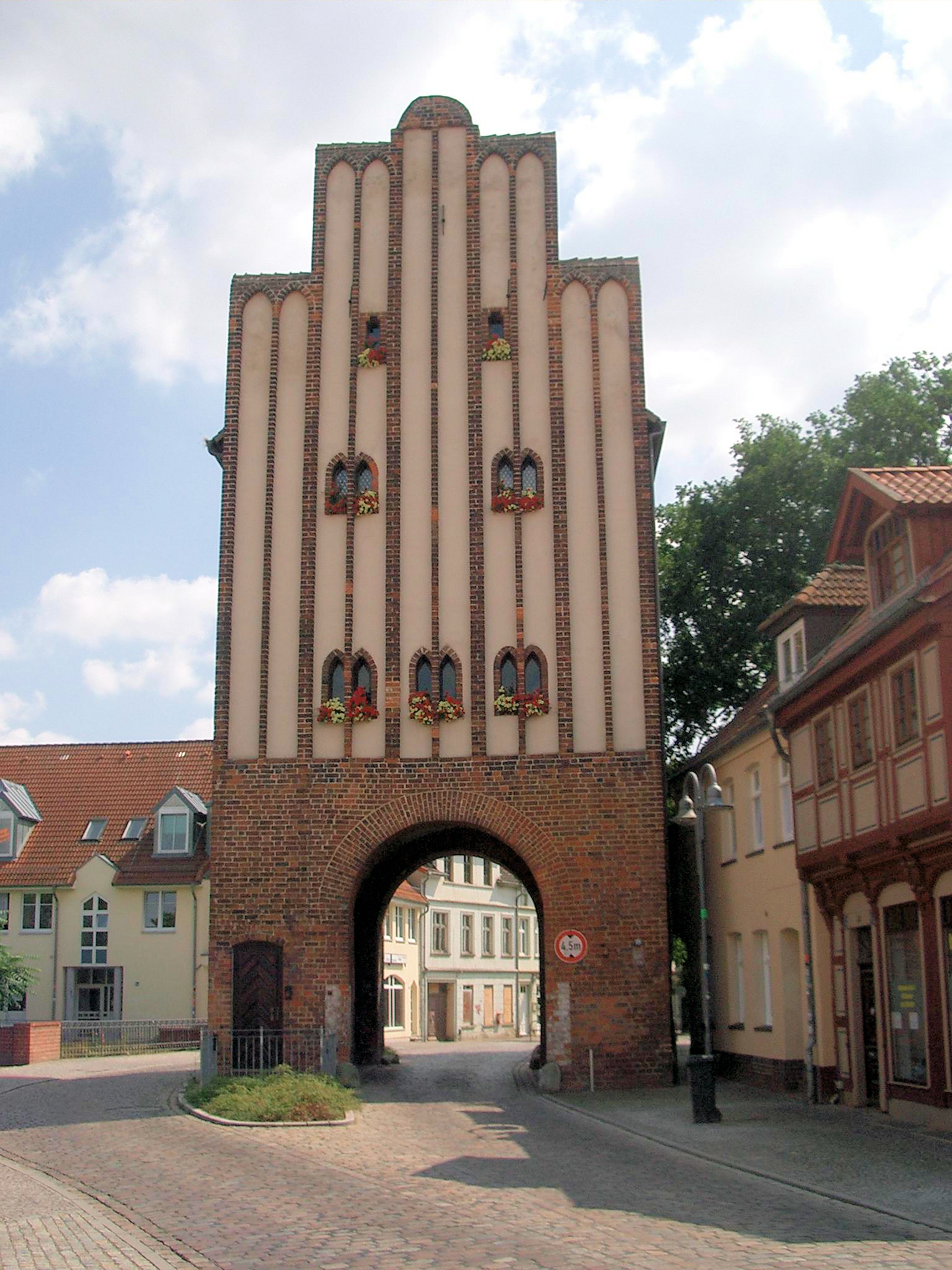
Stadspoort Neuperver Tor
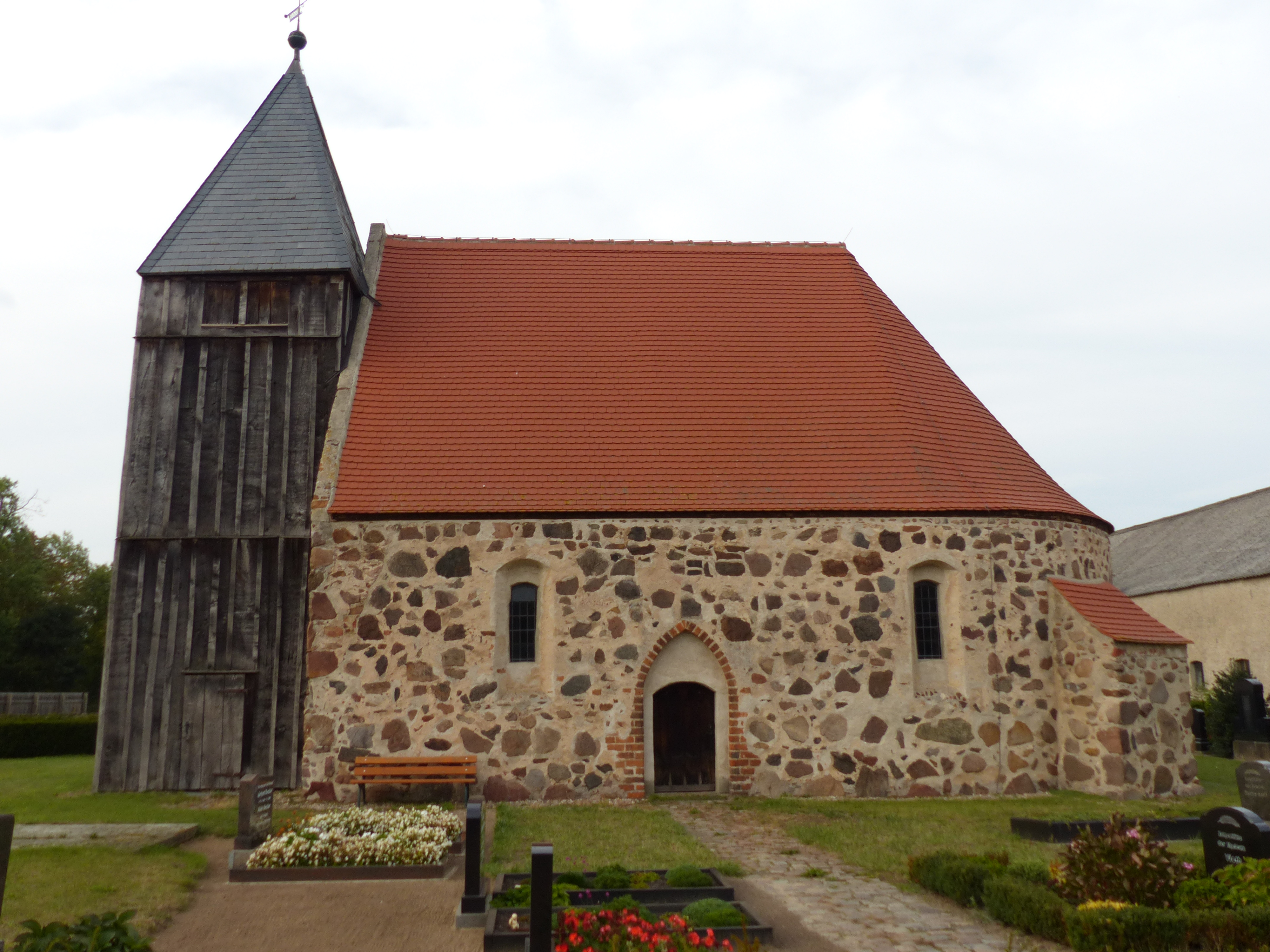
13e-eeuwse dorpskerk te Böddenstedt
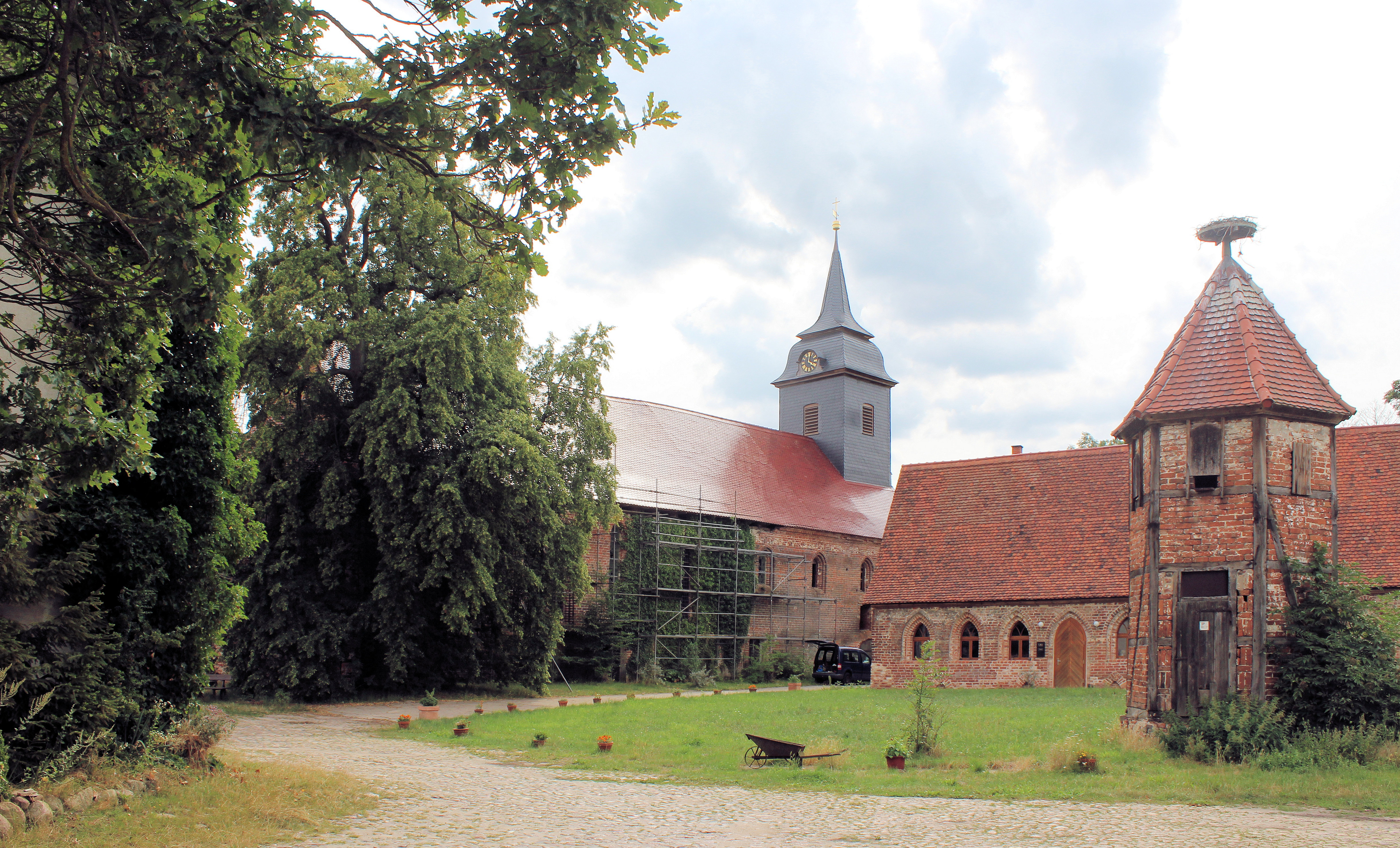
Het oude  klooster te Dambeck
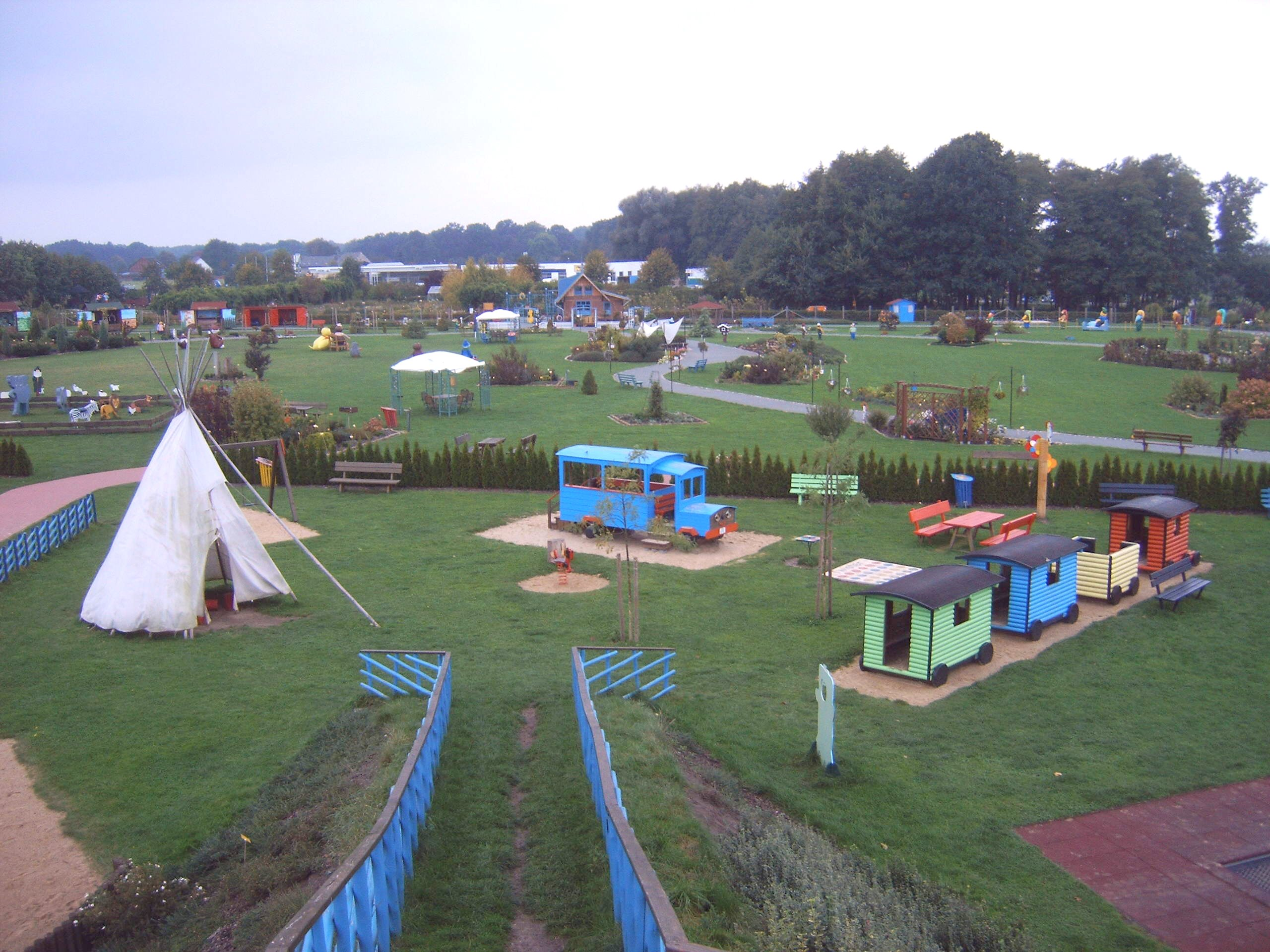
Amusementspark  Märchenpark und Duftgarten  bij Ziethnitz

## Partnergemeentes
Salzwedel onderhoudt jumelages met:
- Wezel (Duitsland), sedert 1990
- San Vito dei Normanni (Italië), sedert 1990
- Felixstowe (Engeland), sedert 1994.

## Belangrijke personen in relatie tot de gemeente

### Geboren te Salzwedel
- Jenny Marx (Salzwedel, 12 februari 1814 - Londen, 2 december 1881), Duits socialiste van adellijke afkomst, echtgenote van Karl Marx; haar geboortehuis in Salzwedel huisvest een klein, aan haar en haar man gewijd museum.
- Friedrich Meinecke (Salzwedel, 30 oktober 1862 – Berlijn, 6 februari 1954), historicus
- Kurt Schütte (Salzwedel, 14 oktober 1909 - München, 18 augustus 1998), wiskundige en hoogleraar
- Heinz Billing (geboren 7 april 1914 in Salzwedel, overleden 4 januari 2017 in Garching), natuurkundige en pionier in de bouw van primitieve computers; in de jaren-1960 uitvinder van een trommelgeheugen; tot circa 1970 een belangrijk onderzoeker van gravitatiegolven. Ereburger van Salzwedel.
- Doris Maletzki (Salzwedel, 11 juni 1952), Oost-Duits atlete (in 1976 Olympisch goud in de 4 x 400 m estafetteploeg).
- Yvonne Grünwald (geboren 10 mei 1984 in Salzwedel), tot 2015 lid van de folkgroep Elaiza, die met weinig succes deelnam aan het Eurovisiesongfestival 2014.

### Overigen
- Johann Friedrich Danneil of Dannehl (geboren 18 maart 1783 in Kalbe (Milde), overleden 20 januari 1868 in Salzwedel) oudheidkundige; het belangrijkste museum van Salzwedel is naar hem genoemd